# Велика Васильківська вулиця
Вели́ка Василькі́вська ву́лиця — вулиця в Шевченківському, Печерському та Голосіївському районах міста Києва, місцевість Нова Забудова. Пролягає від Бессарабської площі і бульвару Тараса Шевченка до Либідської площі і бульвару Миколи Міхновського.
Прилучаються Бессарабський проїзд, вулиці Рогнідинська, площа Українських Героїв, вулиці Євгена Чикаленка, Гетьмана Павла Скоропадського, Саксаганського, Жилянська, Троїцька площа, вулиці Фізкультури, Ділова, Івана Федорова, провулок Бориса Шахліна, вулиці Лабораторна, Євгена Коновальця, Володимиро-Либідська, Німецька, Єжи Ґедройця, Ковпака, Загородня та Джона Маккейна.

## Історія
Вулиця відома з давніх часів як шлях з Києва до Василькова, з 1-ї третини XIX століття мала назву Велика Васильківська. До середини XIX століття біля Бессарабської площі була міська застава, далі пролягав незабрукований піщаний шлях, обабіч якого стояли одноповерхові будинки, де мешкали виселені в 30-х роках XIX століття із району Нової Печерської фортеці домовласники, в основному дрібні чиновники та відставні солдати. В 1833 році на Велику Васильківську була переведена з Печерську церква князя Володимира, від якої одержали назви Володимирська площа та Володимиро-Либідська вулиця (поблизу нинішнього Володимирського ринку).
На місці скверу, розташованого біля перетину з вулицею Івана Федорова була так звана Кінна площа, на якій до 90-х років XIX століття проходили кінні ярмарки. На Троїцькій площі біля нинішнього Олімпійського стадіону з 1860 року розміщувався ринок. На початку XX століття поряд з площею були побудовані Троїцька церква (знесено за радянських часів), Троїцький народний дім (нині Театр Оперети). У 1913 році на місці Троїцького ринку були побудовані павільйони Всеросійської промислової виставки 1913 року.
Інтенсивна забудова вулиці розпочалася з 2-ї половина XIX століття, коли тут з'явився район так званої Нової Забудови. Його центральною вулицею стала Велика Васильківська. З 1919 року (підтверджена 1944 року) мала назву Червоноармійська вулиця.
В травні 2008 року частиною вулиці (на відрізку від пл. Либідської до вул. Саксаганського) було запроваджено односторонній рух. Історичну назву вулиці відновлено 2014 року.
На Великій Васильківській вулиці значною мірою збереглася забудова кінця XIX — початку XX століть (найкомпактніше — від початку до Володимиро-Либідської вулиці). Декілька споруд було втрачено вже в 1990–2000-х роках: Будинок № 5, споруджений у 1870-х роках архітектором В. Ніколаєвим (саме в ньому впродовж 1897—1903 років мешкав Шолом-Алейхем) було знесено наприкінці 1990-х роках для зведення торговельно-розважального центру «Арена». У березні 2009 року тут було відкрито Музей Шолом-Алейхема.
Будинок № 35, споруджений у 1892—1893 роках архітектором М. Казанським у стилі київського ренесансу. Каріатиди, що прикрашали фасад, були після демонтажу перенесені у фонди заповідника «Стародавній Київ». 1905 року в будинку мешкав Шолом-Алейхем (це була остання київська адреса письменника). У 1930-ті роки було надбудовано 4-й поверх. Будівлю було зруйновано в лютому 2009 року під зведення готелю, проте місце й досі стоїть пусткою.
Будинок № 37 початку ХХ століття. Первісно нараховував чотири поверхи, згодом було надбудовано ще два. 22 липня 2003 року о 4:20 ранку обвалився один із стояків будинку, що стало наслідком незаконного перепланування житла. У квітні 2009 року частково зруйнований будинок було повністю знесено.
В 1951 році був збудований перший у Києві збірний панельний будинок на Великій Васильківській 16.

## Перейменування
У 1997 році від імені Київради було видане рішення перейменувати низку вулиць, серед яких була і Червоноармійська, яка мала отримати назву Велика Васильківська. Але відповідний документ підписав звичайний депутат міської ради Грабар, а не, як це відповідно до законодавства має бути, Київський міський голова, не був належним чином оприлюднений і, отже, не набрав чинності.
23 вересня 2005 року комісія з найменувань та пам'ятних знаків виконавчого органу Київської міської ради ухвалила рішення про підтримання пропозиції про перейменування Червоноармійської вулиці на Вели́ку Василькі́вську. Однак рішення Київради з цього питання не було прийнято, тобто фактично перейменування не відбулося.
Черговий проєкт повернення Червоноармійській вулиці історичної назви Велика Васильківська у листопаді 2011 року не був підтриманий депутатами Київської міської ради.
Довгий час у ЗМІ, законодавчих актах та на топографічних картах паралельно вживали обидві назви вулиці — «Червоноармійська» або «Велика Васильківська».
13 листопада 2014 року Київська міська рада ухвалила рішення про повернення вулиці Велика Васильківська історичного найменування, 2 грудня 2014 р. постанова була опублікована і набрала законної сили.

## Установи та заклади

### Освітні заклади
- Київський національний лінгвістичний університет (буд. № 73)
- Музична школа № 10 (буд. № 75)
- Загальноосвітня школа № 112 з поглибленим вивченням іноземних мов ім. Т.Шевченка (буд. № 78)
- Спеціалізована школа № 130 І-ІІІ ступенів з поглибленим вивченням англійської та італійської мов (буд. № 128)

### Заклади культури
- Бібліотека імені Петра Панча (буд. № 90)
- Бібліотека імені Миколи Гоголя (буд. № 136)
- Книгарня «Сяйво» (буд. № 6)
- Київський національний академічний театр оперети (буд. № 53/3)
- Кінотеатр «Київ» (буд. № 19)
- Національний палац мистецтв «Україна» (буд. № 103)
- Київський планетарій (буд. № 57/3)
- Національний будинок органної і камерної музики України (буд. № 77)
- Музей Марії Заньковецької (буд. № 121)
- Центр Сучасного Мистецтва «ДАХ» (буд. № 136)

### Державні установи
- Відділення зв'язку № 150 (буд. № 102)
- Відділ РАГС Голосіївського управління юстиції (буд. № 92)
- Державне агентство водних ресурсів України (буд. № 8)
- Київська природоохоронна прокуратура (буд. № 38)
- Національний спортивний комплекс «Олімпійський»

### Медичні заклади
- Поліклініка № 1 Голосіївського району (буд. № 104)
- Стоматологічна поліклініка № 1 Голосіївського району (буд. № 104)

### Релігійні установи
- Миколаївський костел (буд. № 77)

### Інші установи та організації
- Українське товариство глухих (буд. № 74)
- Товариство «Знання» України (буд. № 57/3)
- Всеукраїнська асоціація юристів (буд. № 96)[14]

## Мешканці будинків
- у будинку № 2 жив художник Самусєв Федір Панасович (квартира № 17);
- у будинку № 5 жили письменник Шолом-Алейхем, скульптор Кашинський Олексій Костянтинович (квартира № 3);
- у будинку № 6 жили письменники Остап Вишня, Юрій Дольд-Михайлик, Леонід Смілянський, Іван Ле, Діодор Бобир; живописець Мягков Віталій Олексійович (квартира № 12);
- у будинку № 12 жили:

- - кв. № 02 — Зоря Галина Денисівна, Сльота Петро Дорофійович — живописці;
  - кв. № 03 — Кавалерідзе Іван Петрович — скульптор;
  - кв. № 04 — Маркін Семен Григорович — графік;
  - кв. № 05 — Марголіна Раїса Гаврилівна — художник театру;
  - кв. № 06 — Коштелянчук Леонтій Пилипович — живописець;
  - кв. № 10 — Івашиніна Катерина Данилівна — живописець;
  - кв. № 11 — Лученко Євген Дмитрович, Старишко Галина Федорівна — живописці;
  - кв. № 12 — Балясний Михайло Матвійович — живописець;
  - кв. № 13 — Голубова Ганна Антонівна — живописець, графік; Решетов Володимир Миколайович — графік;
  - кв. № 14 — Фатальчук Володимир Дмитрович, Юнак Ольга Іванівна — графіки, медальєри;
  - кв. № 15 — Нестеровська Галина Андріївна, Писаренко Леонід Опанасович — художники театру;
  - кв. № 16 — Болдирєв Володимир Степанович, Болдирєва Євдокія Гаврилівна — живописці;
  - кв. № 18 — Селіванов Іван Михайлович — графік;
  - кв. № 19 — Солона Любов Романівна — живописець;
  - кв. № 20 — Грош Сергій Іванович — живописець;
  - кв. № 21 — Раєвський Сергій Євдокимович — мистецтвознавець; Хитриков Василь Пимонович — живописець;
  - кв. № 22 — Юхно Ганна Меєрівна, Юхно Іван Іванович — живописці;
  - кв. № 23 — Литвиненко Валентин Гаврилович — графік;
  - кв. № 24 — Коган-Шац Матвій Борисович — живописець;
  - кв. № 25 — Яблуновський Петро Антипович — живописець;
  - кв. № 26 — Виноградова Зінаїда Тихонівна — мистецтвознавець;

- у будинку № 12А жили:
  - кв. № 05 — Овчинников Василь Федорович — живописець;
  - кв. № 12 — Пономарьова Лідія Зіновіївна — живописець;
- у будинку № 27а жила художниця Мацеєвська Ядвіга Олександрівна (квартира № 16);
- у будинку № 42 жив художник Лось Іван Григорович (квартира № 4);
- у будинку № 45 жив плакатист Орлов Павло Павлович (квартира № 20);
- у будинку № 47 жив мистецтвознавець Мацапура Микола Іванович (квартира № 19);
- у будинку № 51 жили мистецтвознавці Блюміна Фаня Михайлівна і Владич Леонід Володимирович (квартира № 32);
- у будинку № 70/9 жив живописець Сабадиш Петро Євлампійович (квартира № 5);
- у будинку № 85/87 жив композитор Гомоляка Вадим Борисович;
- у будинку № 104/114 жив художник Коновалюк Федір Зотикович (квартира № 39);
- у будинку № 112 жила скульптор Лискова Клавдія Іванівна (квартира № 19);
- у будинку № 114 жив театральний режисер Оглоблін Володимир Миколайович;
- у будинку № 121 жила актриса Заньковецька Марія Костянтинівна;
- у будинку № 134 жив художник Севастьянов Віктор Григорович (квартира № 272);

У 4-ій гімназії, що містилася в будинку № 98 (за сучасною нумерацією — № 96), навчалися, зокрема, співак Олександр Вертинський та польський письменник Ярослав Івашкевич.

## Пам'ятники та меморіальні дошки

### Існуючі меморіальні дошки
| Номер будинку | Зображення | Кому присвячено, короткі відомості | Дата встановлення |
| ------------- | ---------- | --- | ----------------- |
| 6             |            | На честь письменника Остапа Вишні, який мешкав у цьому будинку в 1952–1956 роках. Барельєф, граніт, бронза. Скульптор Михайло Декерменджі, архітектор Ісроель Шмульсон | 28 вересня 1957   |
| 6             |            | На честь письменника Платона Воронька (1913–1988), який мешкав і працював у цьому будинку в 1952–1988 роках. Погруддя, бронза. Скульптор М. Запорожець | 1992              |
| 6             |            | На честь письменника Юрія Дольд-Михайлика (1913–1988), який мешкав і працював у цьому будинку в 1952–1988 роках. Барельєф, граніт. Скульптор Костянтин Годулян, архітектор Радомир Юхтовський | 17 березня 1968   |
| 6             |            | На честь письменника Василя Козаченка, який жив і працював у цьому будинку в 1952–1995 роках. Бронзовий барельєф. | 8 квітня 2013     |
| 6             |            | На честь письменника Івана Ле (1895–1978), який мешкав і працював у цьому будинку в 1952–1978 роках. Бронзовий горельєф. Скульптор Андрій Німенко, архітектор Тарас Довженко | 18 вересня 1981   |
| 6             |            | На честь поета Миколи Нагнибіди, який жив і працював у цьому будинку в 1954–1985 роках. Бронзове погруддя. Скульптор Володимир Миненко, архітектор Петро Коптєв | 1990              |
| 6             |            | На честь письменника Степана Олійника (1908–1982), який мешкав і працював у цьому будинку в 1952–1982 роках. Бронзовий барельєф. Скульптор Анатолій Кущ, архітектори Костянтин Сидоров, Георгій Щербина | 19 жовтня 1984    |
| 6             |            | На честь письменника Семена Скляренка, який жив і працював у цьому будинку в 1952–1962 роках. Барельєф, граніт, бронза. Скульптор Анатолій Фуженко, архітектор В. В. Савченко | 26 вересня 1967   |
| 6             |            | На честь письменника Леоніда Смілянського, який жив і працював у цьому будинку в 1952–1966 роках. Бронзовий горельєф. Скульптор Іван Макогон | 28 травня 1978    |
| 8             |            | На честь міністра меліорації і водного господарства УРСР Миколи Гаркуші, який працював у цьому будинку в 1963—1984 роках. Барельєф, граніт, бронза. Скульптор Володимир Чепелик, архітектор Володимир Скульський                                                                                                   | 2004              |
| 12-Б          |            | На честь скульптора та драматурга Івана Кавалерідзе (1887—1978), який жив і працював у цьому будинку. Бронзовий горельєф. Скульптор Людмила Кулябко-Корецька, архітектор Василь Гнєздилов. | 1987              |
| 43/16         |            | На честь києвознавця Леонори Рахліної, яка проживала у цьому будинку в 1997–2006 роках. Кераміка, барельєф. Скульптор Григорій Лисенко | 9 листопада 2007  |
| 53            |            | На честь композитора Олексія Рябова (1899–1955), який працював у Театрі оперети в 1939–1955 роках. Граніт. | 21 вересня 2007   |
| 114           |            | На честь Героя Майдану Андрія Черненка (1978–2014), що проживав у цьому будинку | 20 серпня 2014    |
| 114           |            | На честь театрального режисера Володимира Оглобліна, який проживав у цьому будинку | 18 квітня 2019    |
| 121           |            | На честь актриси Марії Заньковецької (1854–1934), яка проживала у цьому будинку в 1918–1934 роках. Першу дошку з мармуру було відкрито 5 квітня 1953 року (архітектор Леонід Гріншпун). У лютому 1973 року її замінено на бронзовий горельєф роботи скульптора Олени Кальницької та архітектора Анатолія Сницарева | 1973              |

### Втрачені меморіальні дошки
| Номер будинку | Зображення | Кому присвячено, короткі відомості | Дата встановлення | Примітка                                                                                                |
| ------------- | ---------- | --- | ----------------- | --- |
| 5             |            | На честь письменника Шолом-Алейхема, який мешкав у цьому будинку в 1897–1904 роках. Була виготовлена у вигляді таблички з білого мармуру. Архітектор Ісроель Шмульсон | 6 березня 1959    | Втрачена у 2001 році, після знищення будинку (на його місці зведено торговельний комплекс «Арена-Сіті». |
| 9             |            | На честь більшовицького Київського революційного комітету, який містився у цьому будинку в 1918 році. Мармурова дошка відкрита у грудні 1952 року. Архітектор Ісроель Шмульсон | 1952              | Втрачена у 1990-х роках, коли будівлю було знесено.                                                     |
| 47            |            | На честь більшовицького Київського революційного комітету, який містився у цьому будинку в 1918 році. Мармурова дошка відкрита у грудні 1952 року. Архітектор І. І. Макушенко | 1952              | Втрачена.                                                                                               |
| 53            |            | На честь Народного будинку, який містився тут у 1905 році, де відбувались збори і мітинги демократичних організацій міста Києва. Відкрита у 1947 році, у 1978 замінено на гранітну | 1947              | Втрачена.                                                                                               |
| 53            |            | На честь перших профспілок робітників міста Києва, які були організовані у цьому будинку. Перша дошка з мармуру була відкрита у 1925 році, вона стала першою меморіальною дошкою в Києві. У 1927 році її було замінено на гранітну (обидві дошки — роботи скульптора Бернарда Кратка). | 1925              | Втрачена 2012 року.                                                                                     |
| 53            |            | На честь видатного діяча українського театру Миколи Садовського, який мешкав і працював у цьому будинку в 1907–1918 роках. Мала вигляд барельєфу з бронзи та граніту (скульптор Еліус Фрідман, архітектор Д. Е. Демидович).                                                            | 5 січня 1957      | Втрачена 2012 року.                                                                                     |
| 143/2         |            | На честь народних ополченців заводу ім. Дзержинського, які брали участь в обороні Києва 1941 року. Виготовлена з граніту (архітектор В. П. Шевченко). | 1971              | Втрачена після реконструкції будинку.                                                                   |

### Пам'ятники та меморіали
Фасад будинку Оперети (№ 53) прикрашають гіпсові бюсти Миколи Гоголя та Тараса Шевченка.
Біля Миколаївського костьолу у 2000 році встановлено дерев'яний пам'ятний хрест на честь 2000-річчя Різдва Христового.
У сквері між вулицями Тверською та Ковпака 22 грудня 2008 року відкрито меморіал Георгію Гонгадзе та журналістам, які загинули за свободу слова (скульптори С. М. Загайкевич, Ю. Е. Козерацький, В. Б. Шолудько, архітектор В. М. Ткаченко). У тому ж сквері знаходиться алея пам'яті, закладена з нагоди річниці Чорнобильської трагедії у квітні 1996 року.
Біля будинку № 75 20 вересня 2012 року відкрито пам'ятник польському поетові Юліушу Словацькому. Пам'ятник виготовлений з бронзи та граніту за проектом скульптора Станіслава Радванського та архітектора Андрія Даніленка.

Пам'ятник Гонгадзе та журналістам, які загинули за свободу слова

## Розписи у магазині іграшок «Казка»
докладніше див.: Настінні розписи магазину іграшок «Казка»
У 1979 році з використанням петриківського розпису було оздоблено стіни магазину іграшок «Казка», у Києві відомою петриківською майстринею Марфою Тимченко разом з чоловіком Іваном Скицюком і донькою Оленою Скицюк. На розпис стін магазину родиною було витрачено близько року. Результати цієї праці дуже високо оцінювали мистецтвознавці, розписи магазину були добре відомі кільком поколінням киян. На початку 2000-х років пропонувалося в приміщенні магазину створити музей або студію декоративного розпису. У 2002 році магазин було викуплено концерном «Європродукт» (зараз RedHead Family Corporation, власник обох В. Б. Бурда) і під час реконструкції всі розписи були закриті гіпсокартоном на наступні 15 років. Проте у жовтні 2017 року, компанія RedHead Family Corporation, до мережі якої належить магазин, анонсувала реставрацію розписів учнями Марфи Тимченко, які брали участь у створенні оригіналу.

## Будинки на Великій Васильківській вулиці

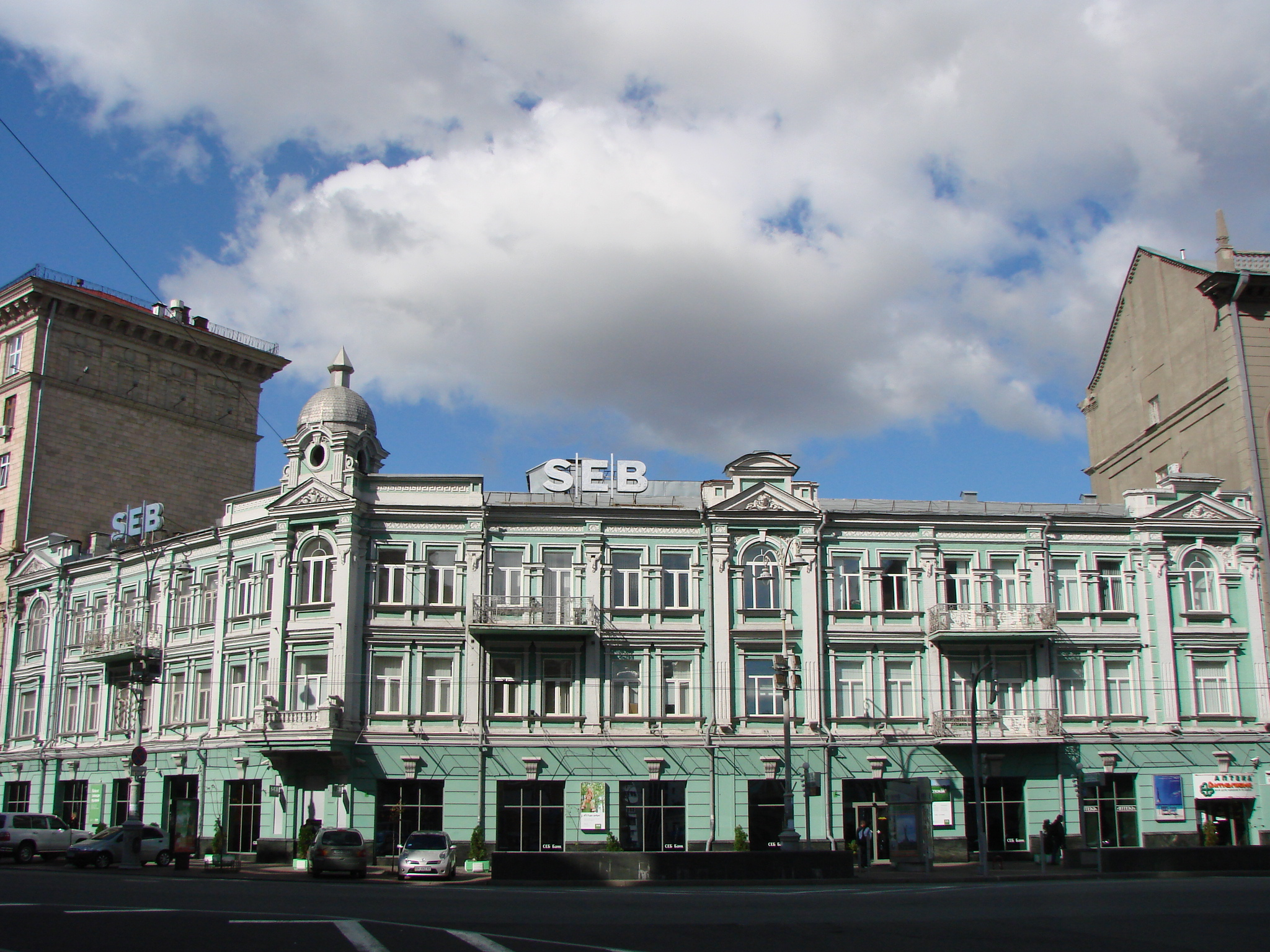
№ 10
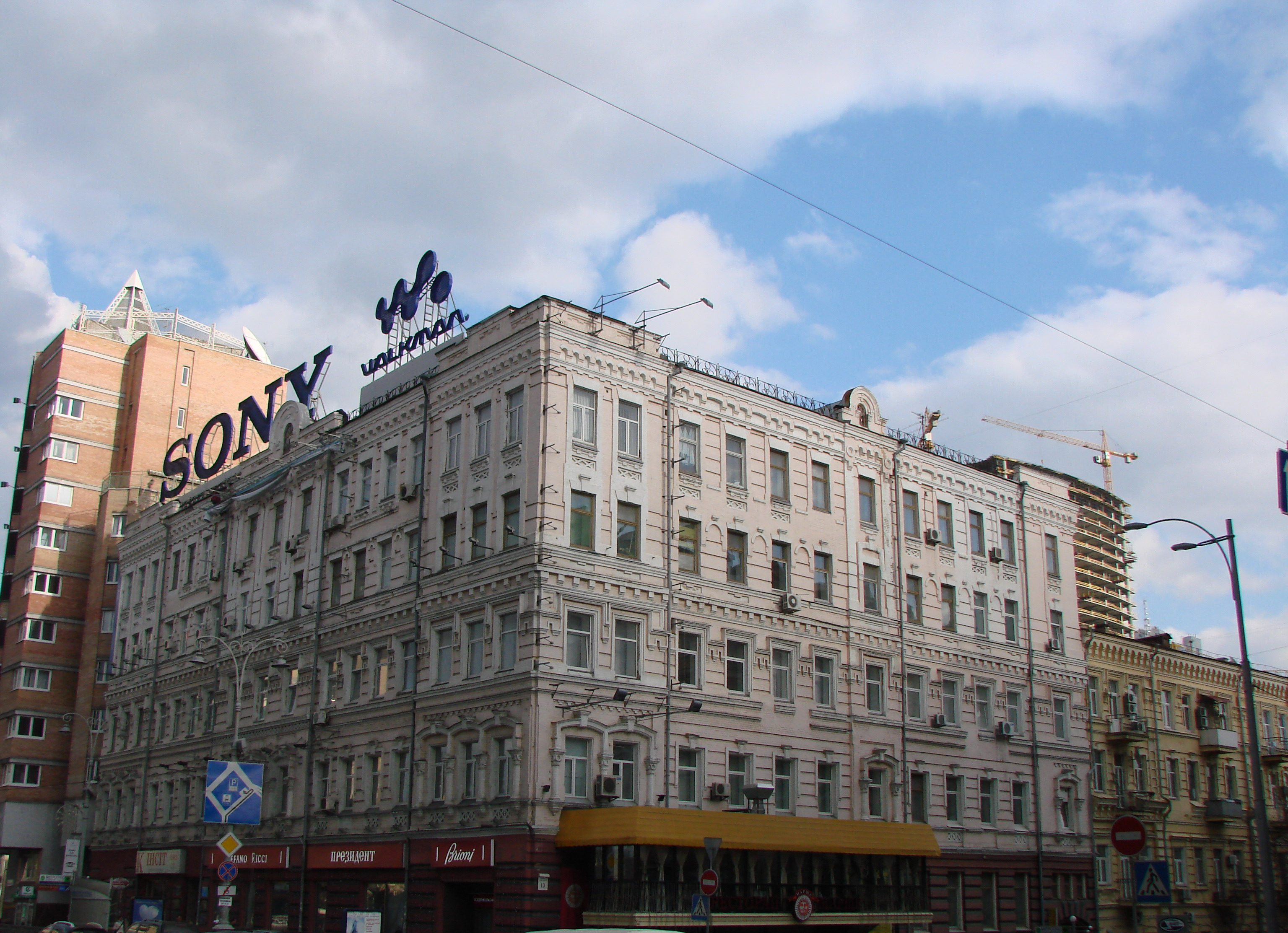
№ 13
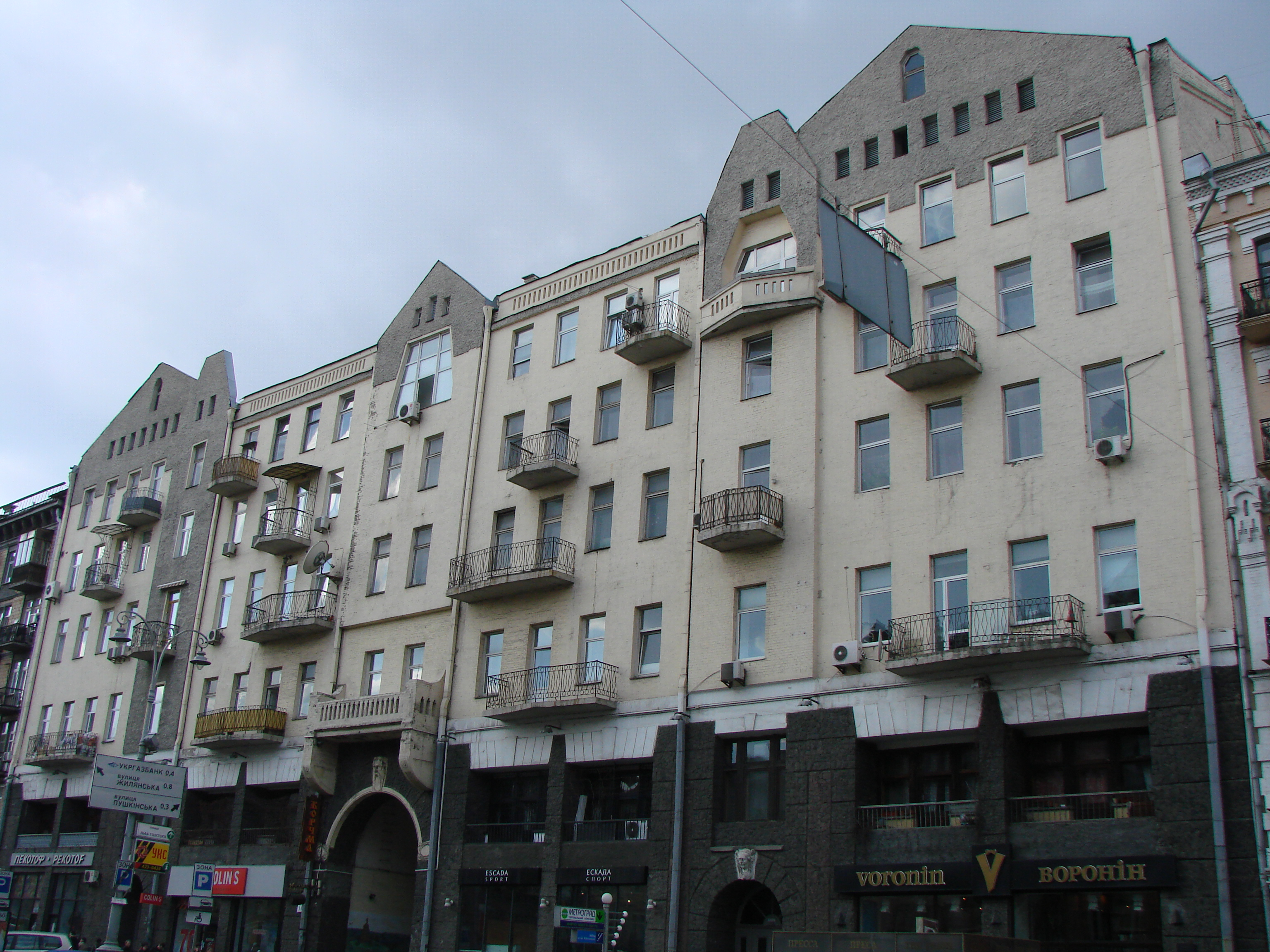
№ 14
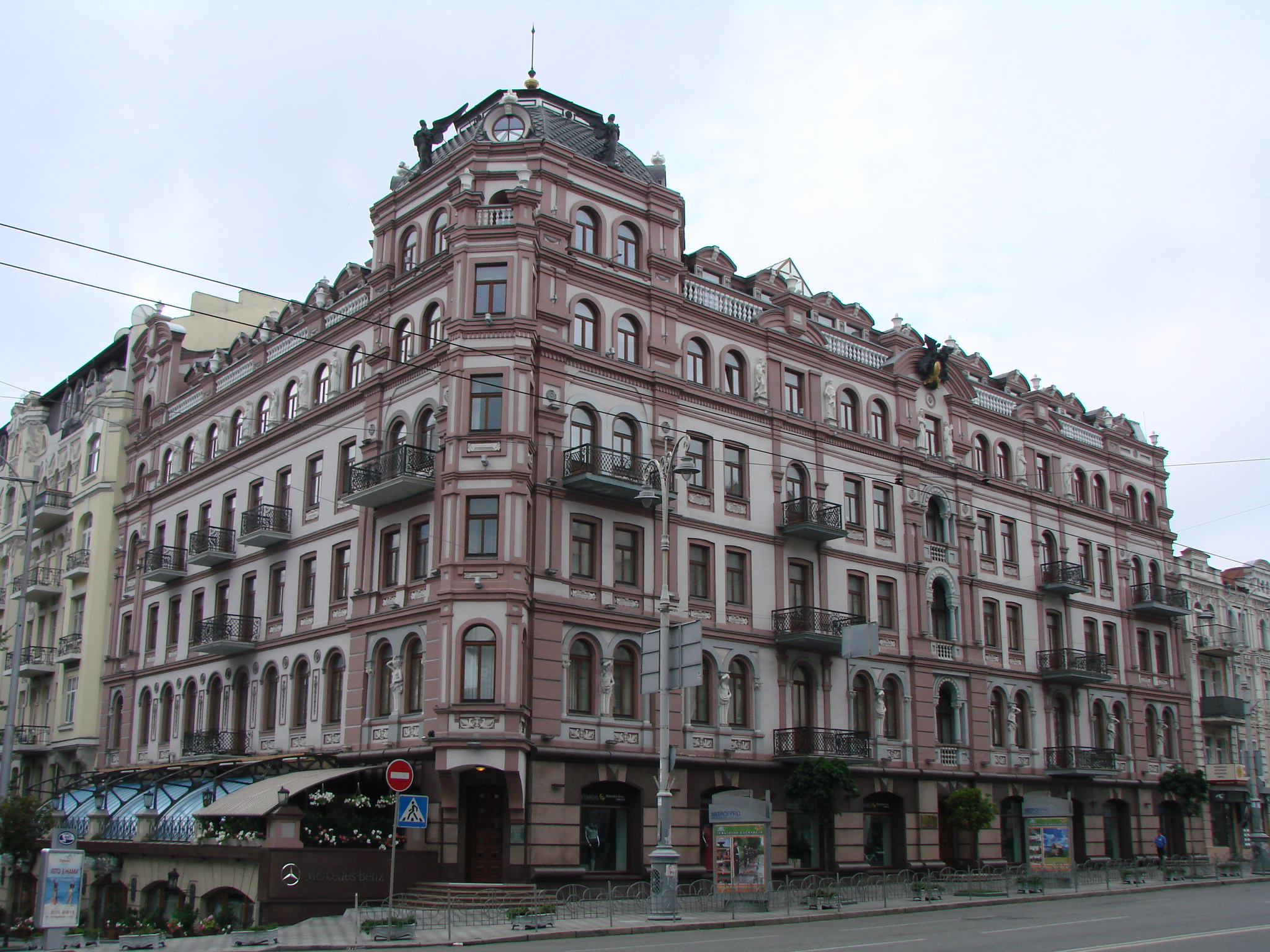
№ 15
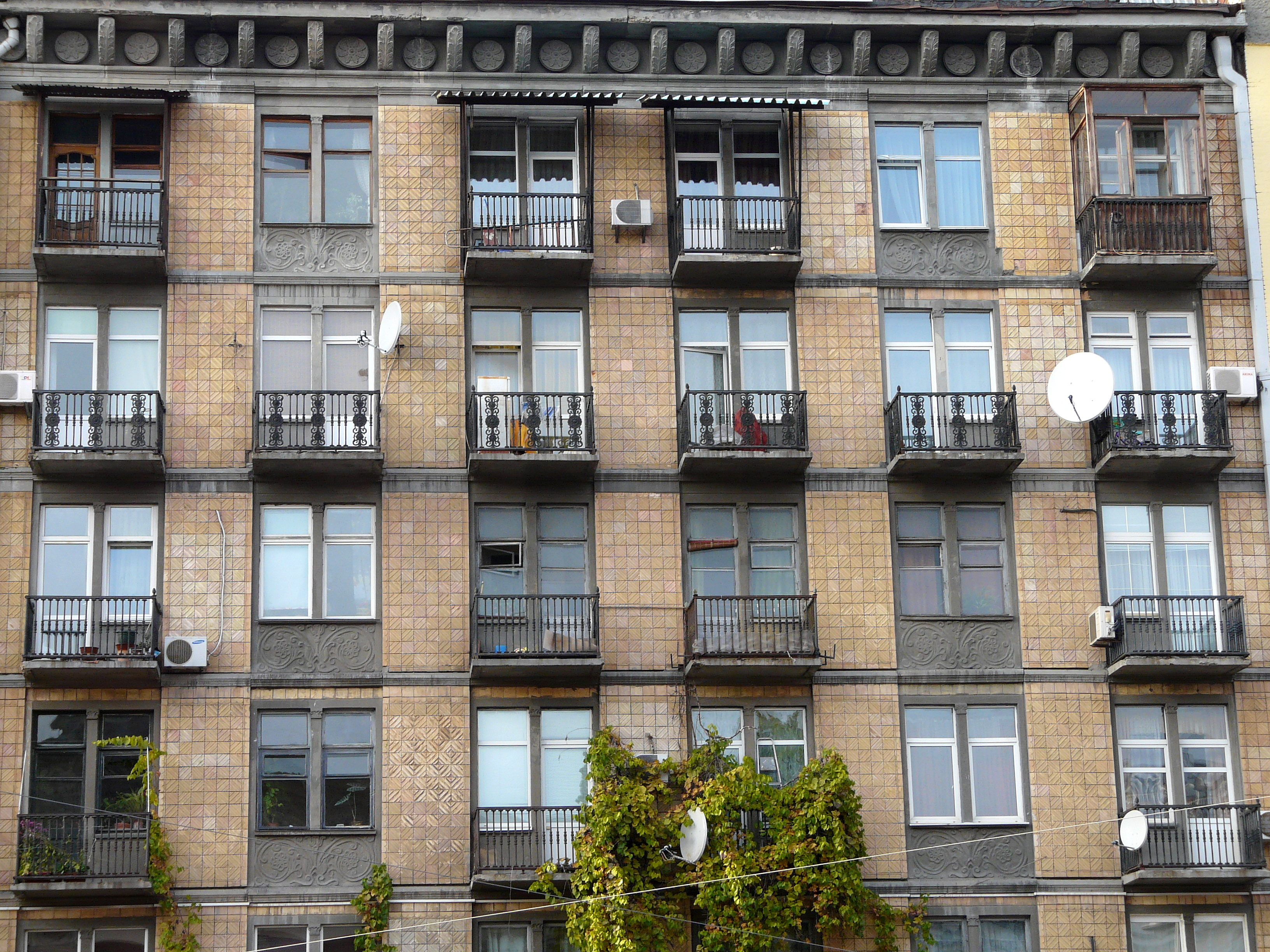
№ 16 Перший панельний будинок в Києві, 1951 р
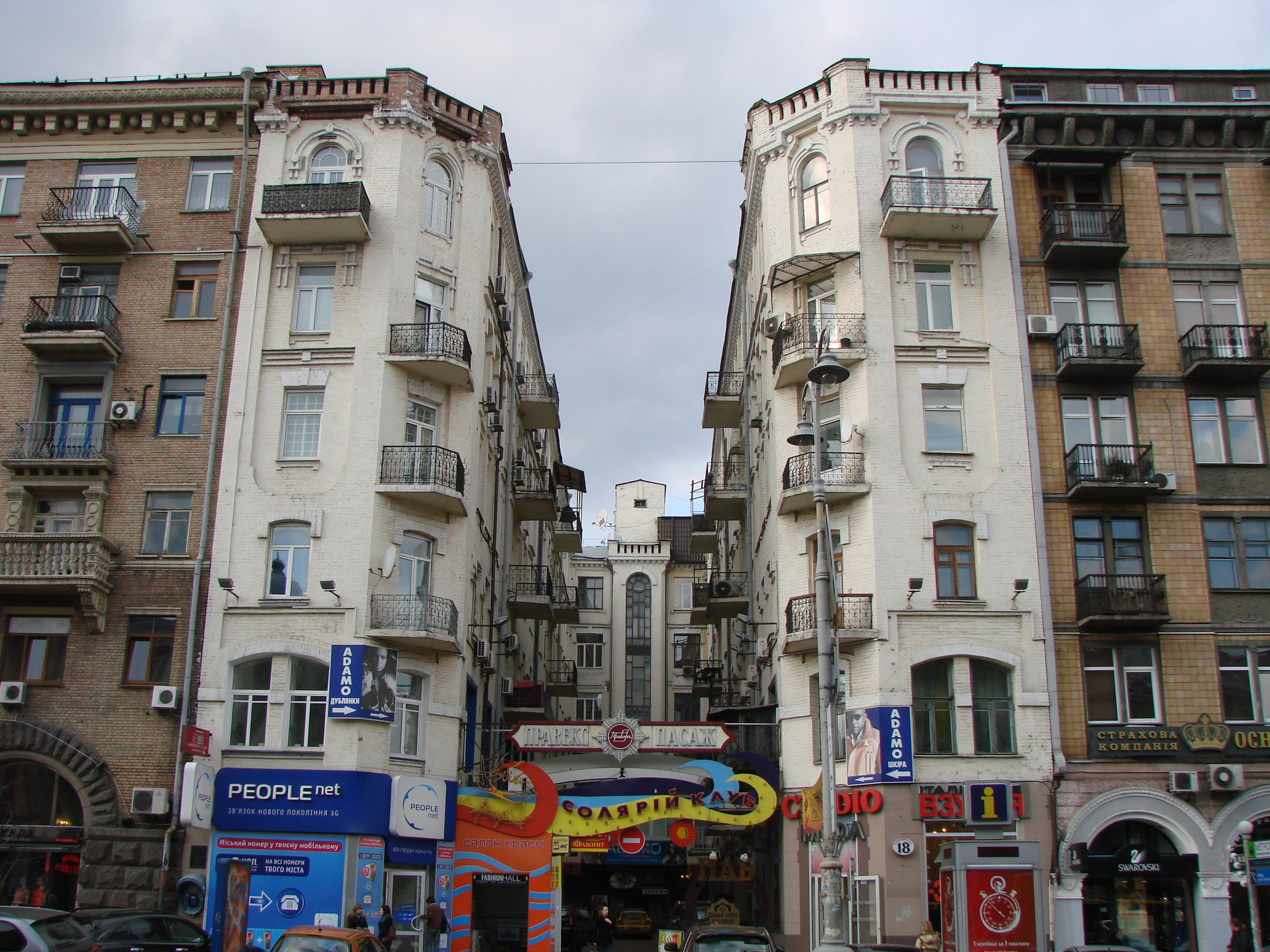
№ 18 — «Малий Пасаж»
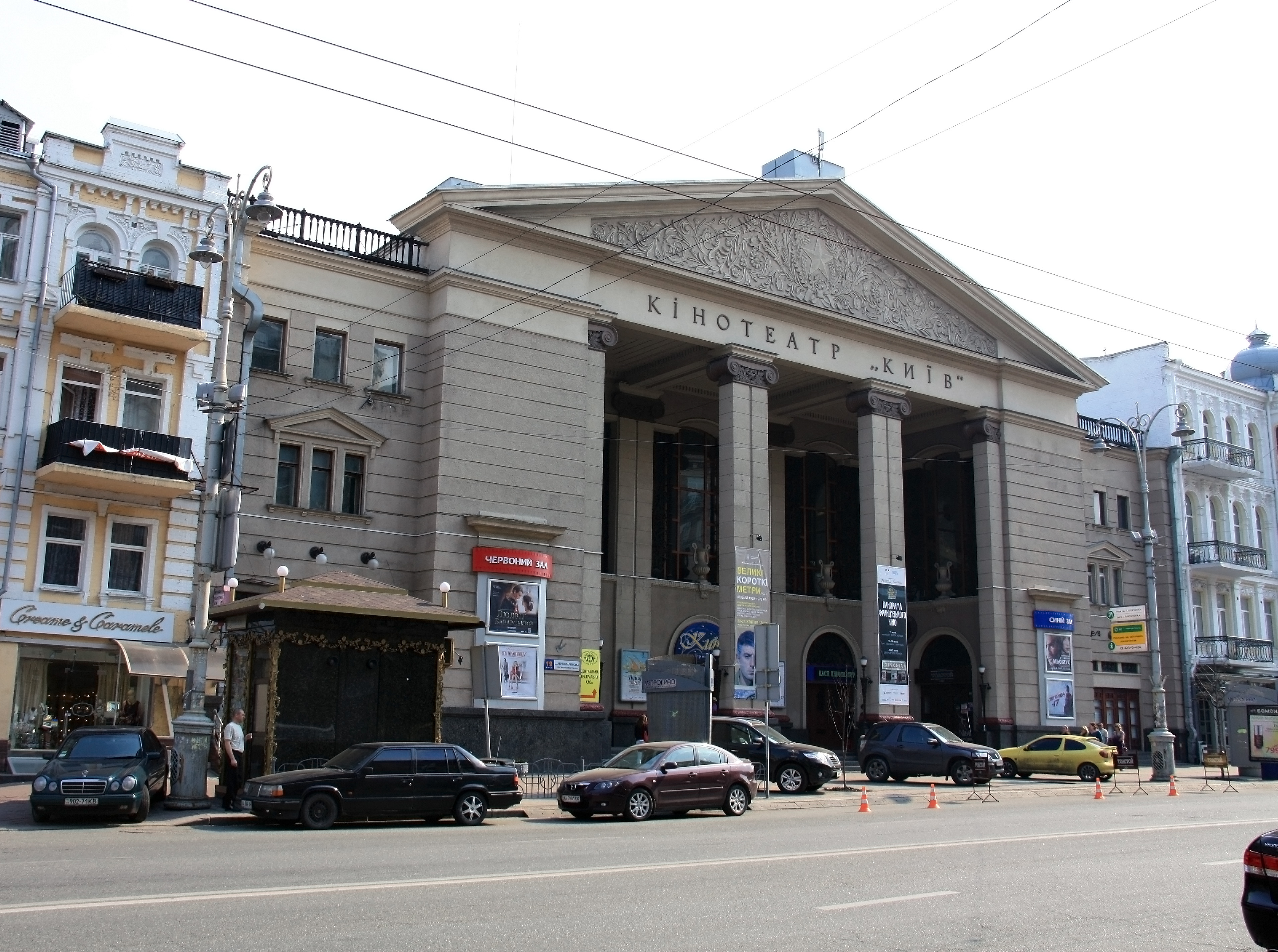
№ 19 — кінотеатр «Київ»
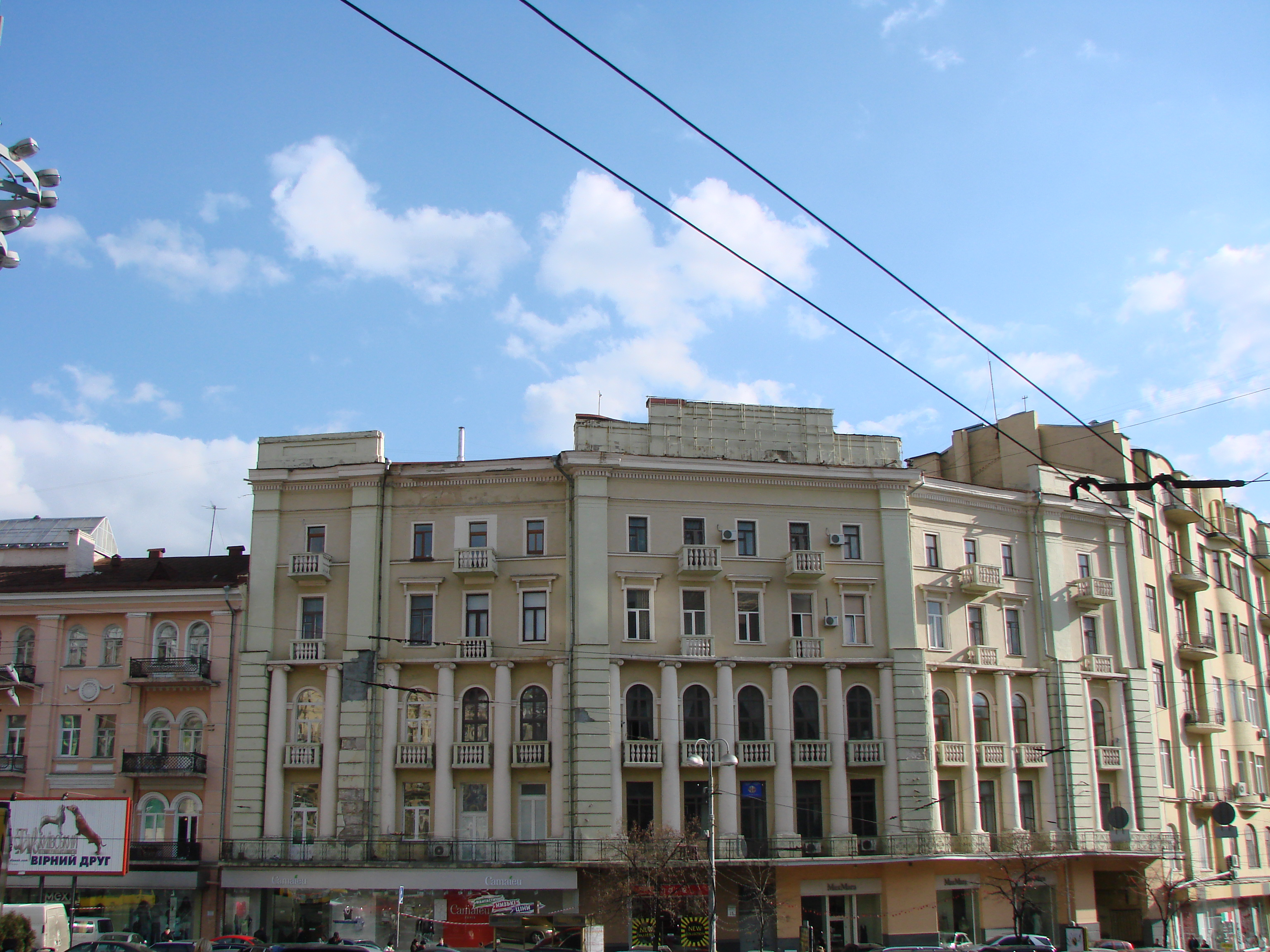
№ 25 — Будинок Бендерського
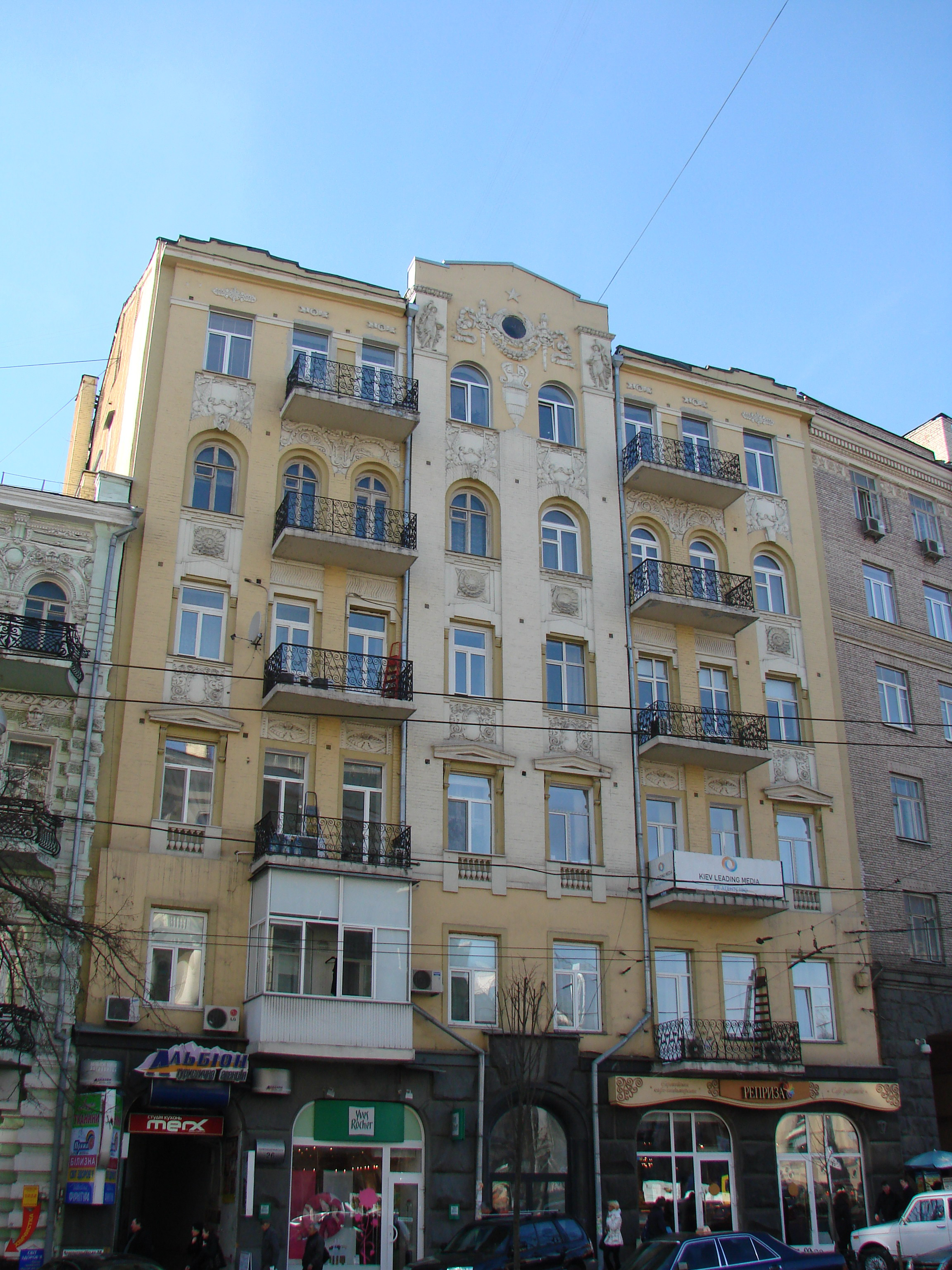
Будинок на Великій Васильківській 26
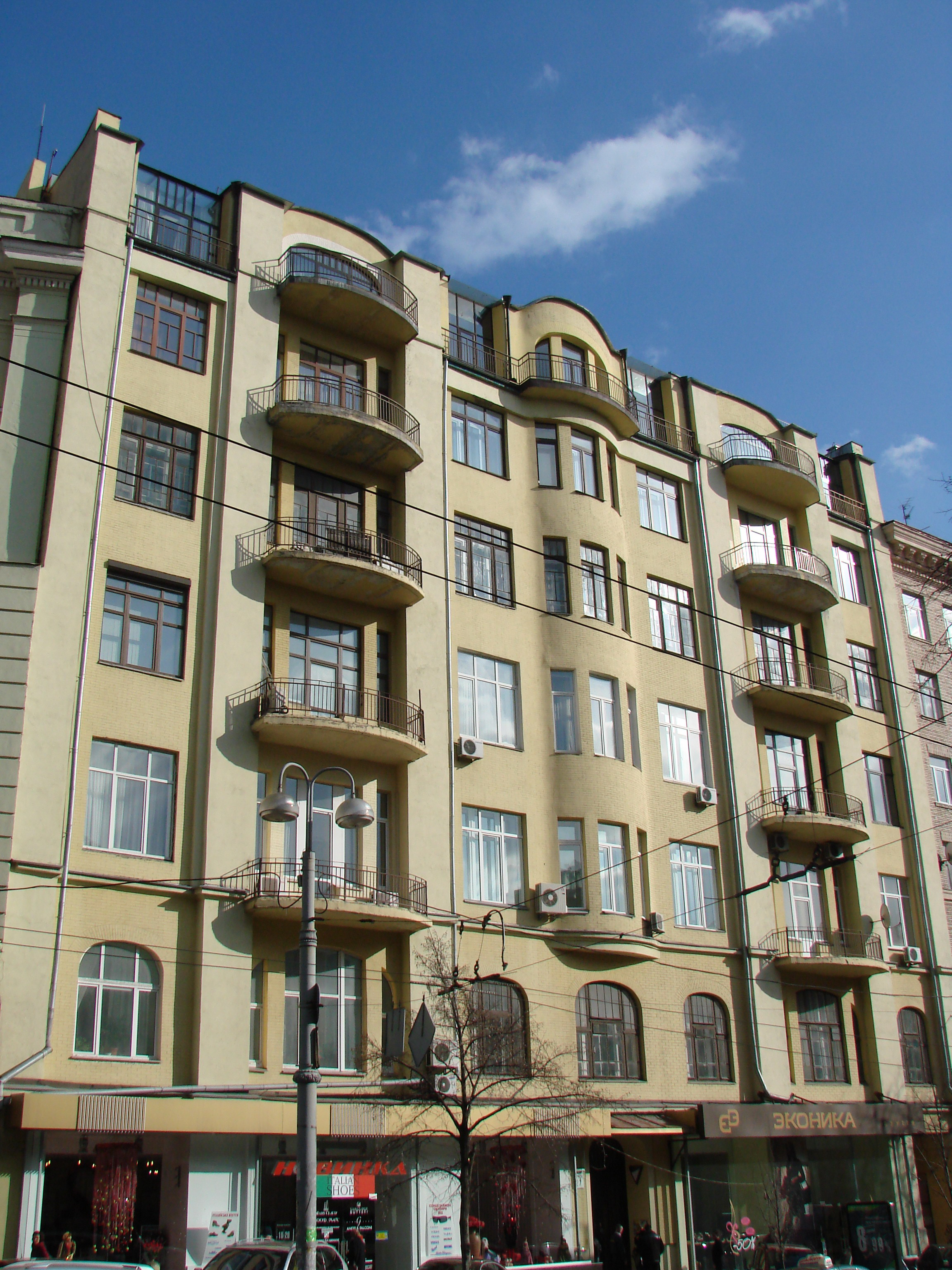
№ 27
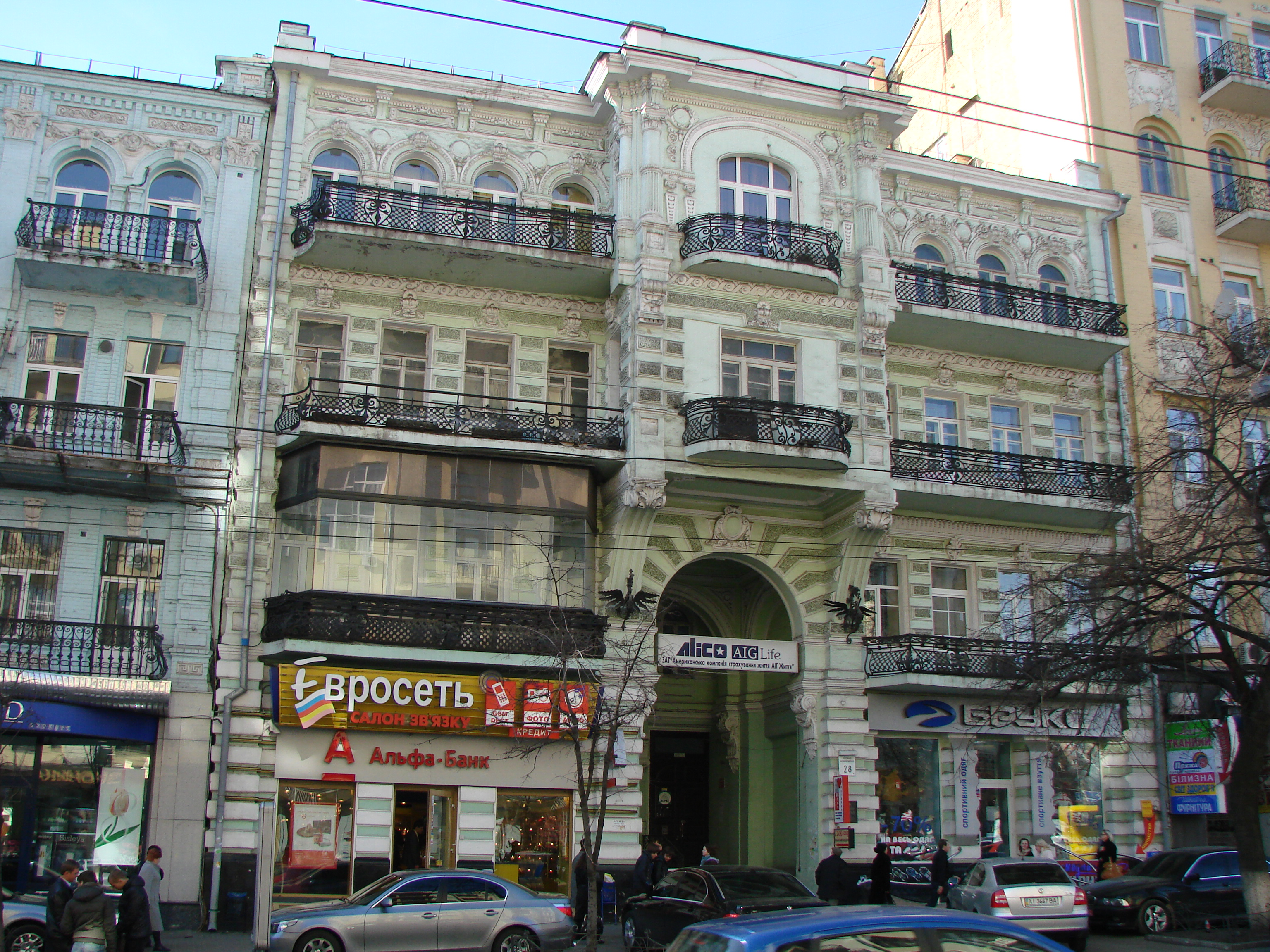
№28
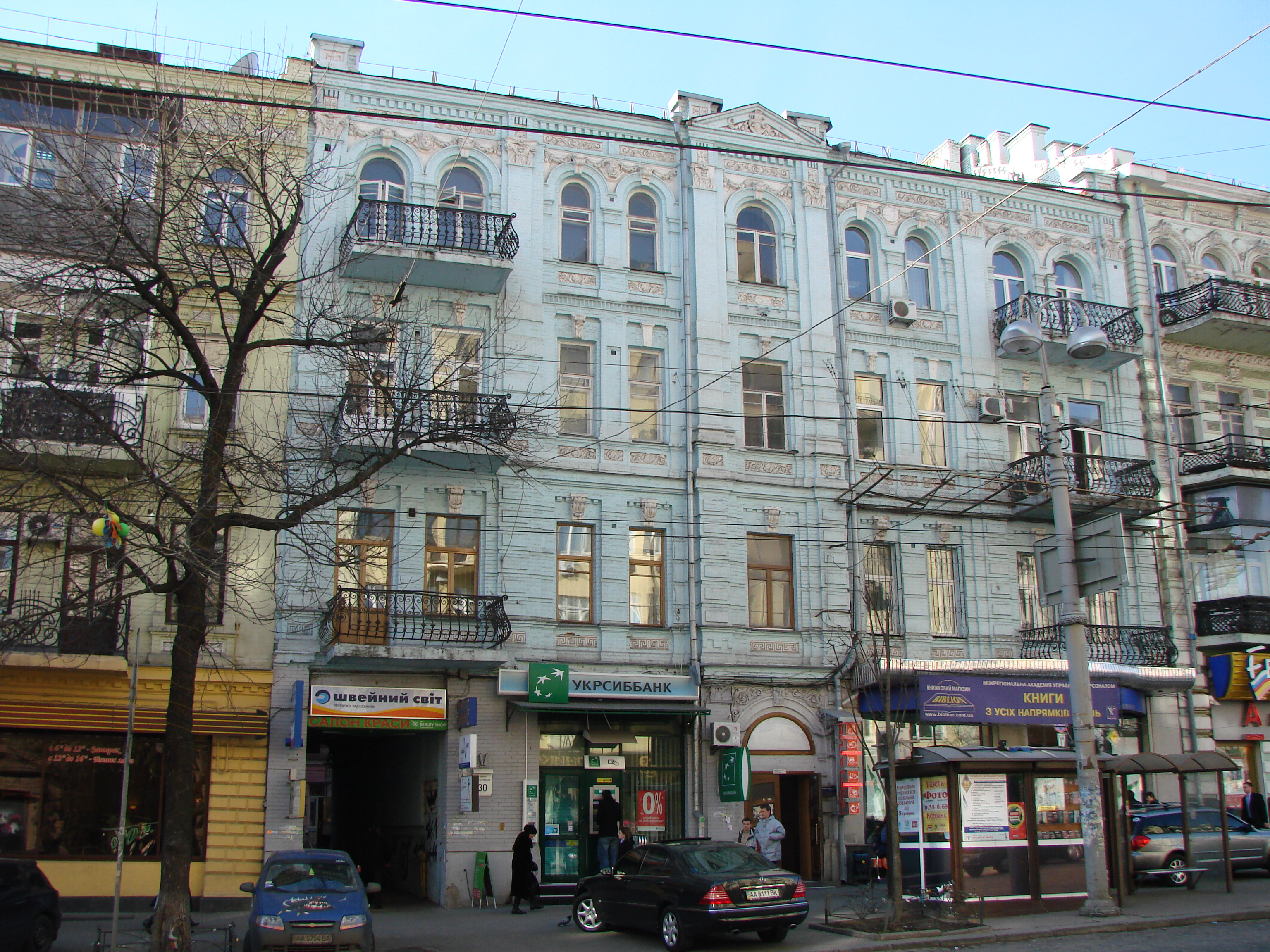
№ 30
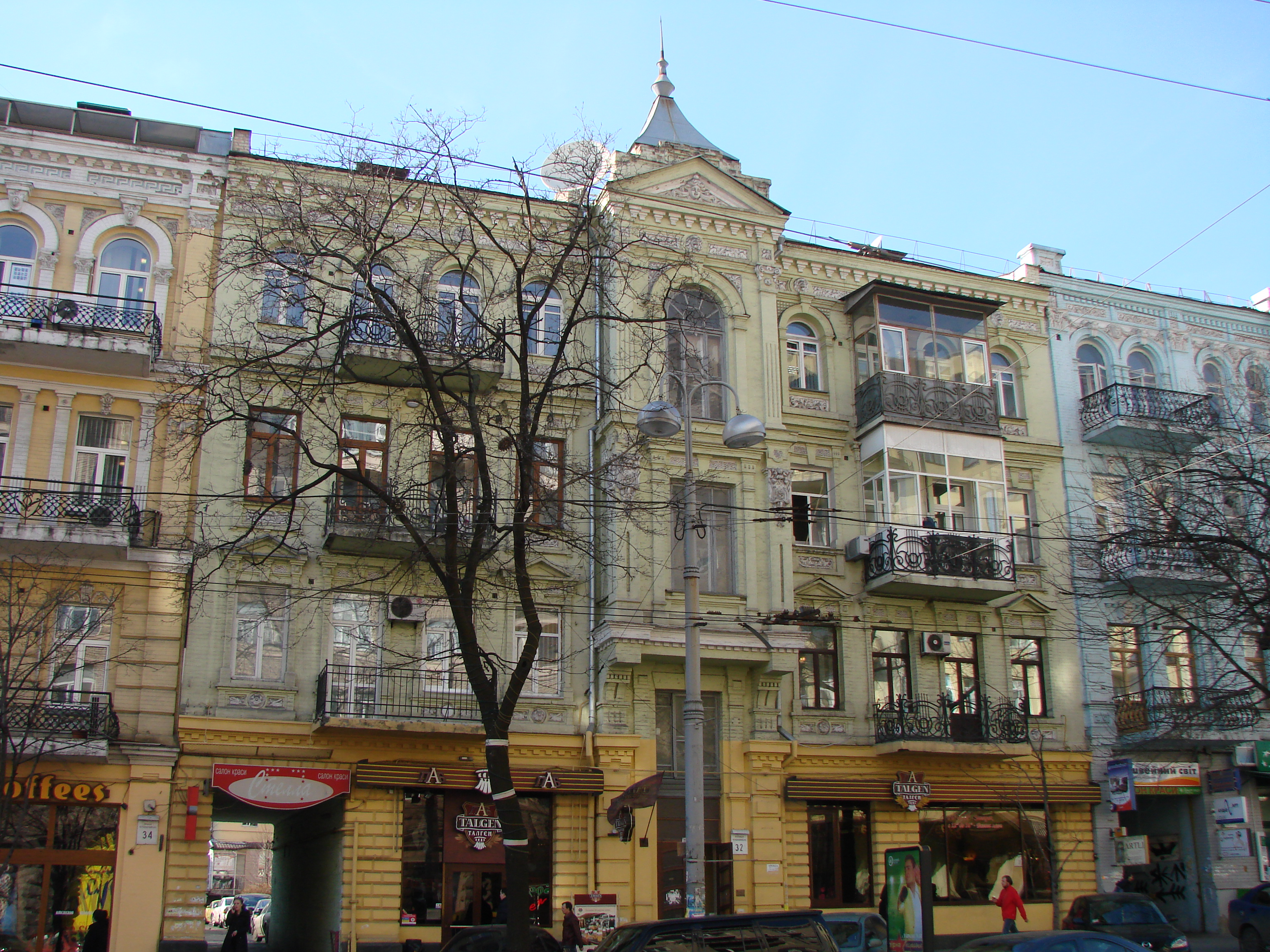
№ 32
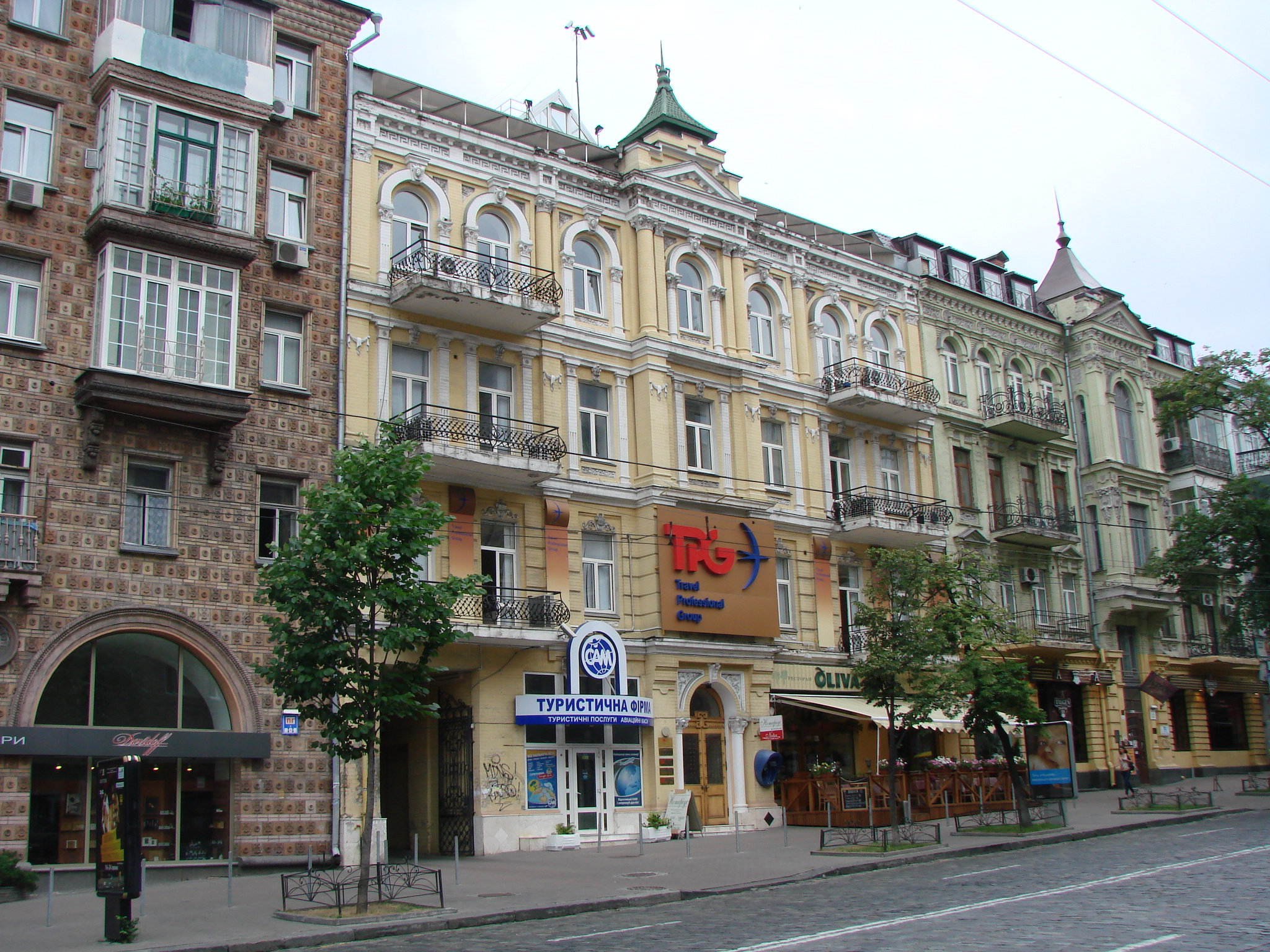
№ 34
№ 36 — житловий будинок
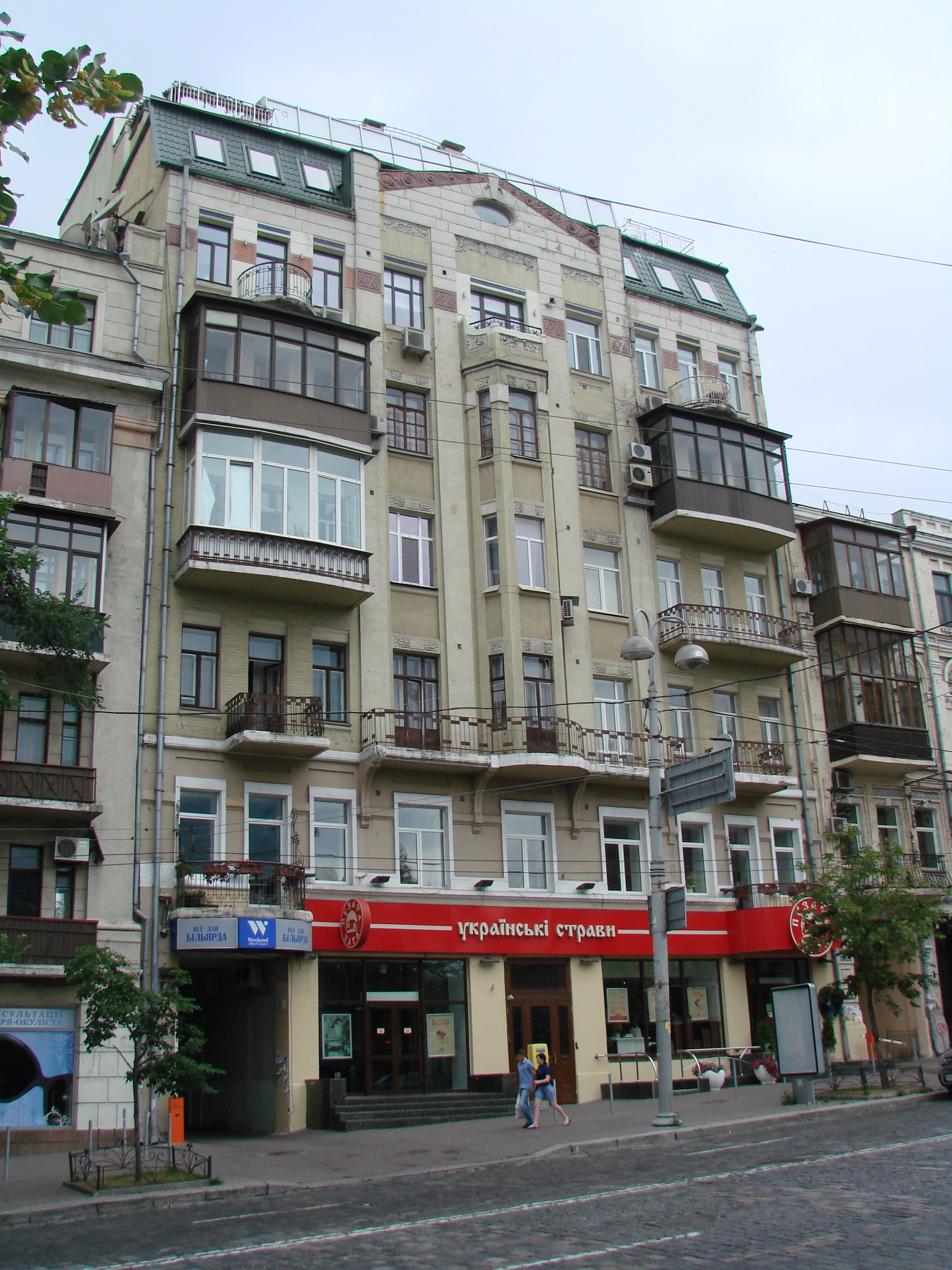
№ 40
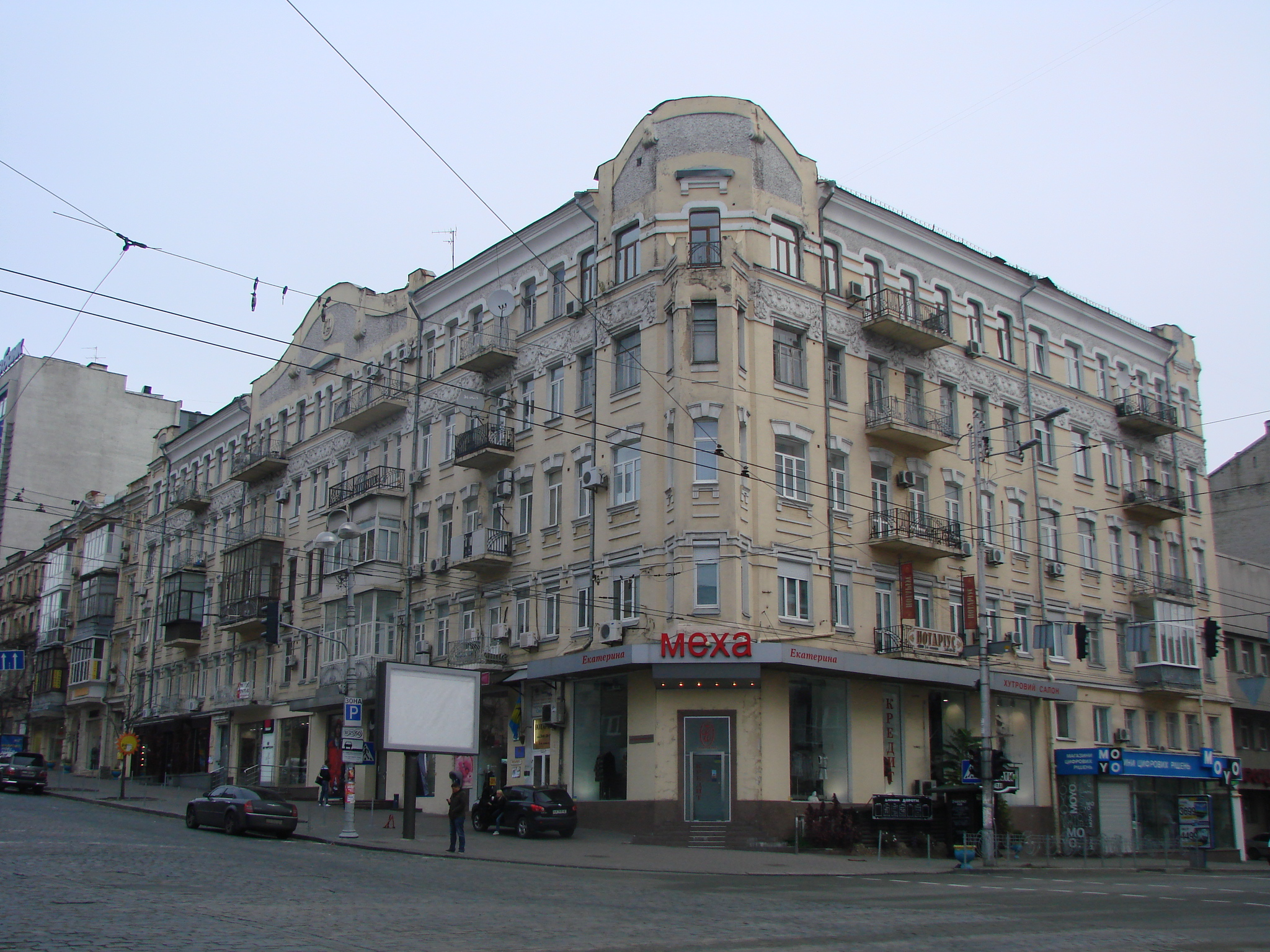
№ 43/16
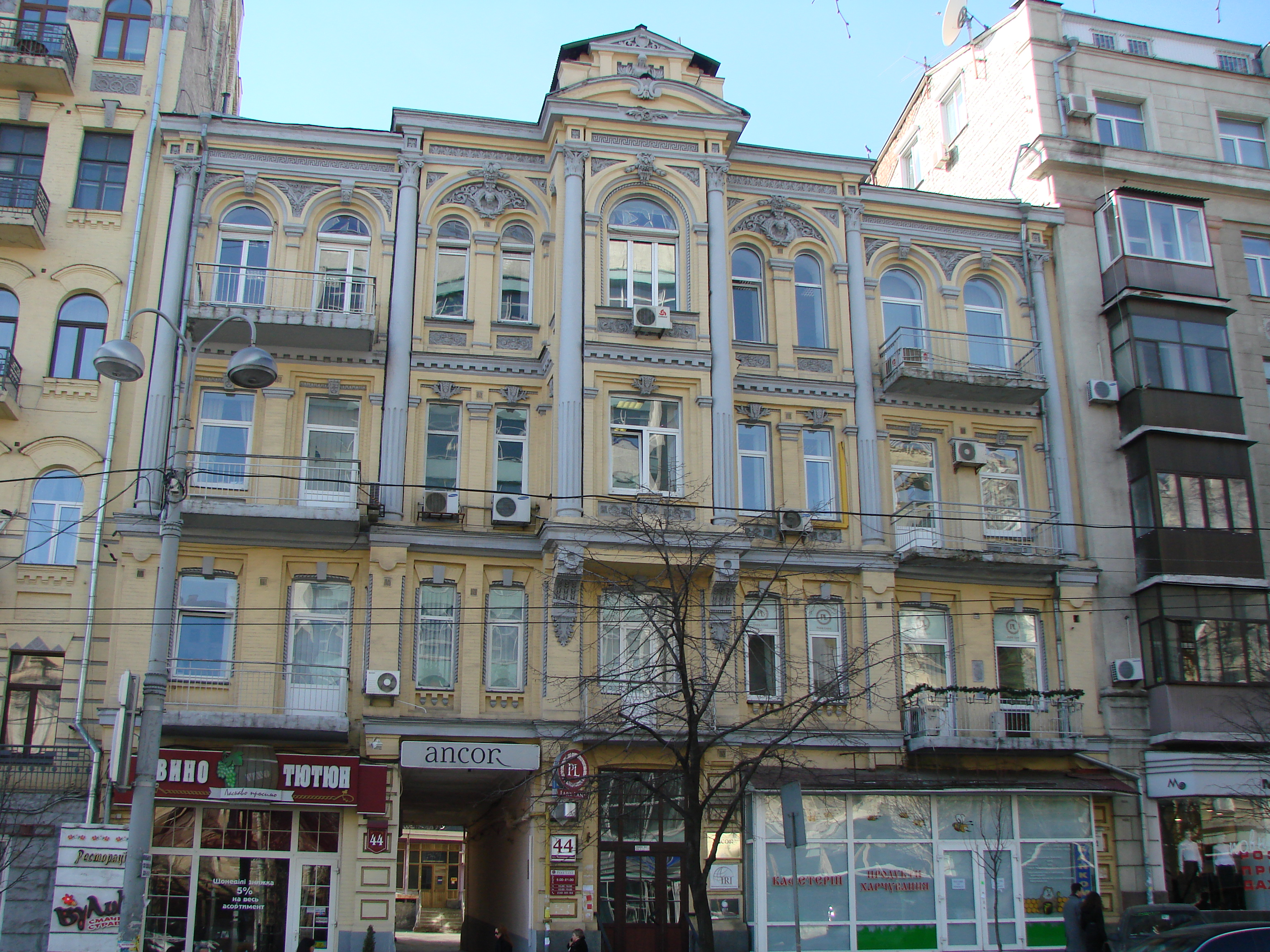
№ 44
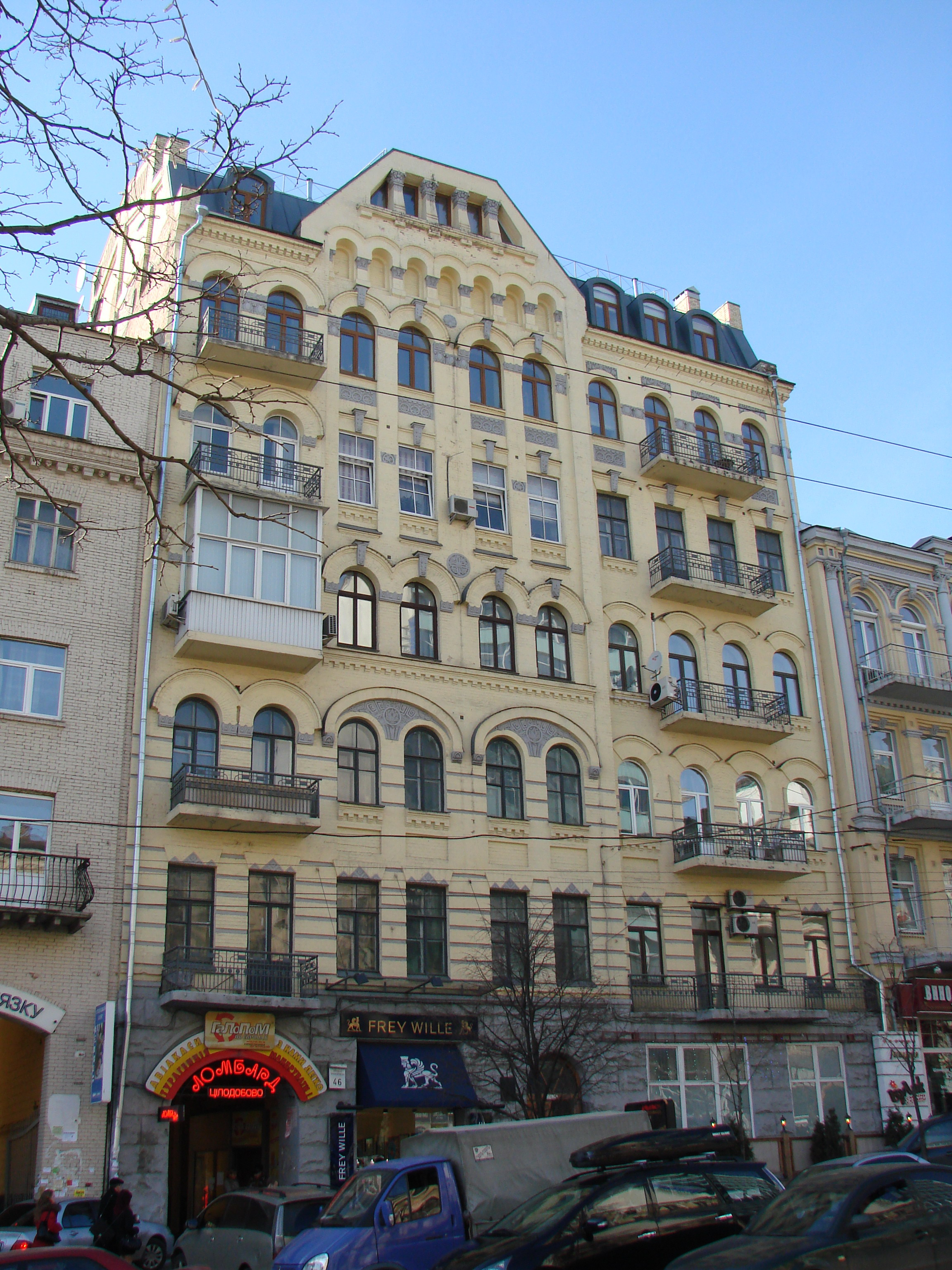
№ 46
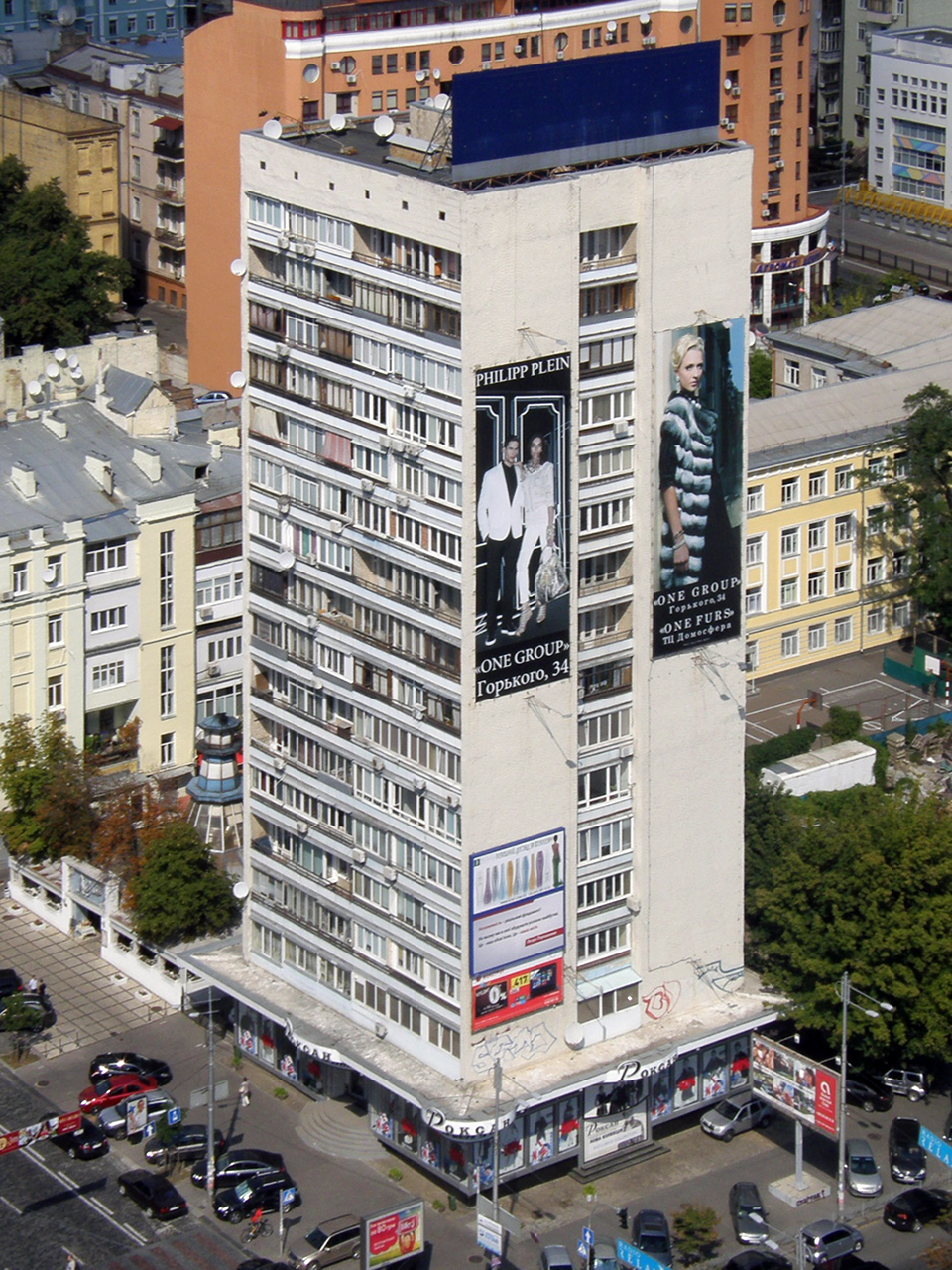
№ 51 — перший у Києві 16-поверховий цегляний будинок
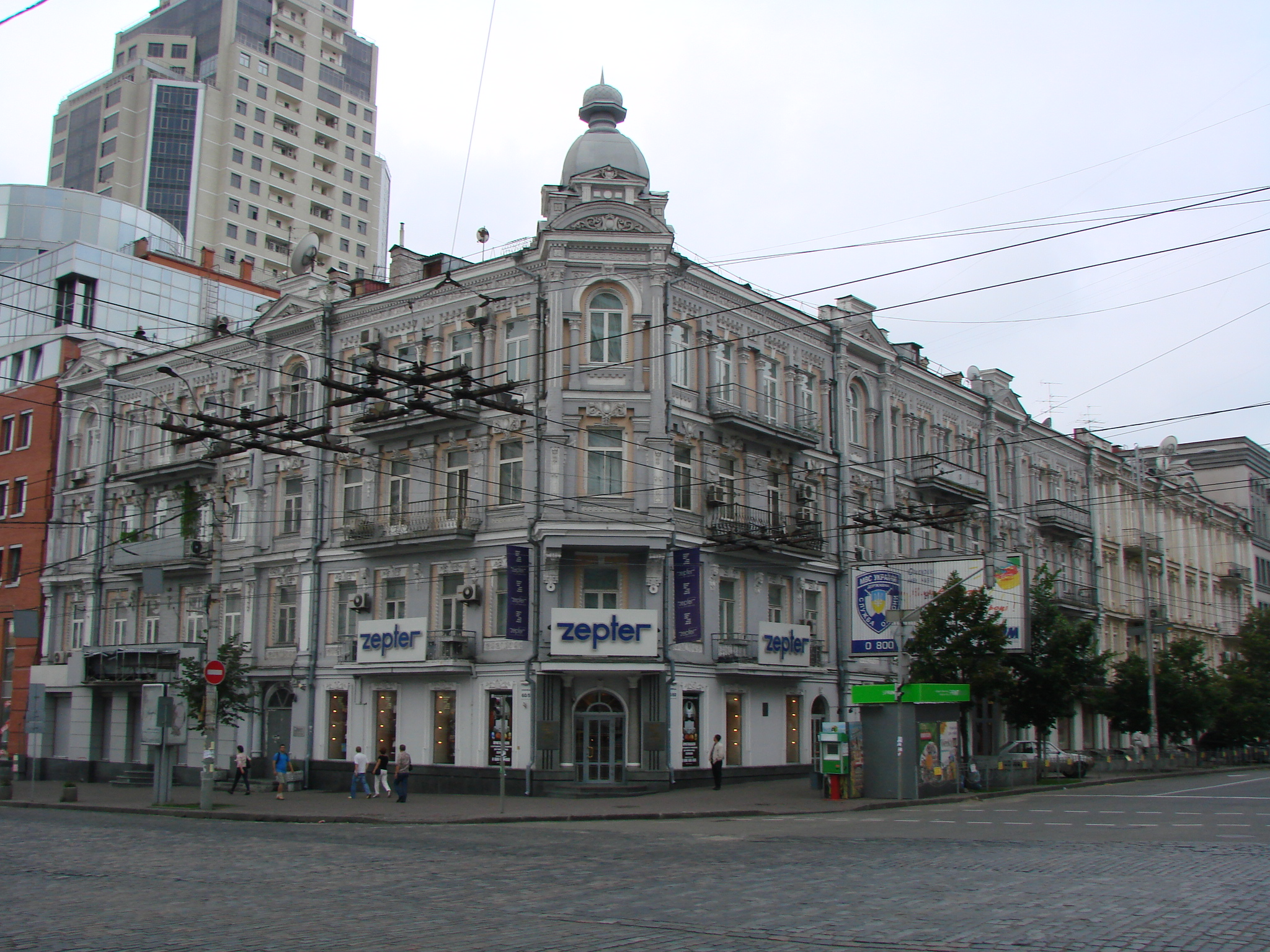
№ 60/5
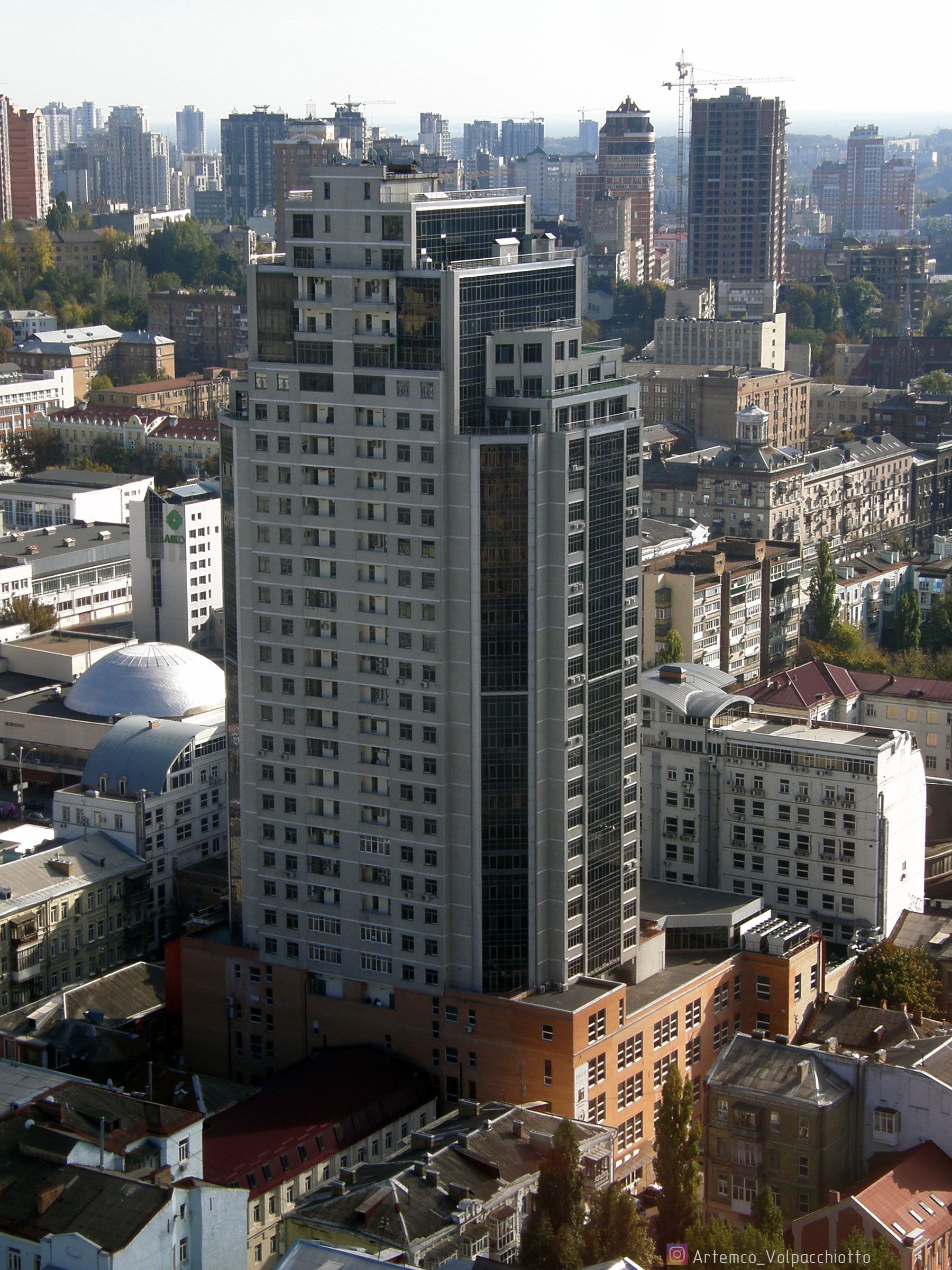
№ 72 — МФК «Олімпійський»
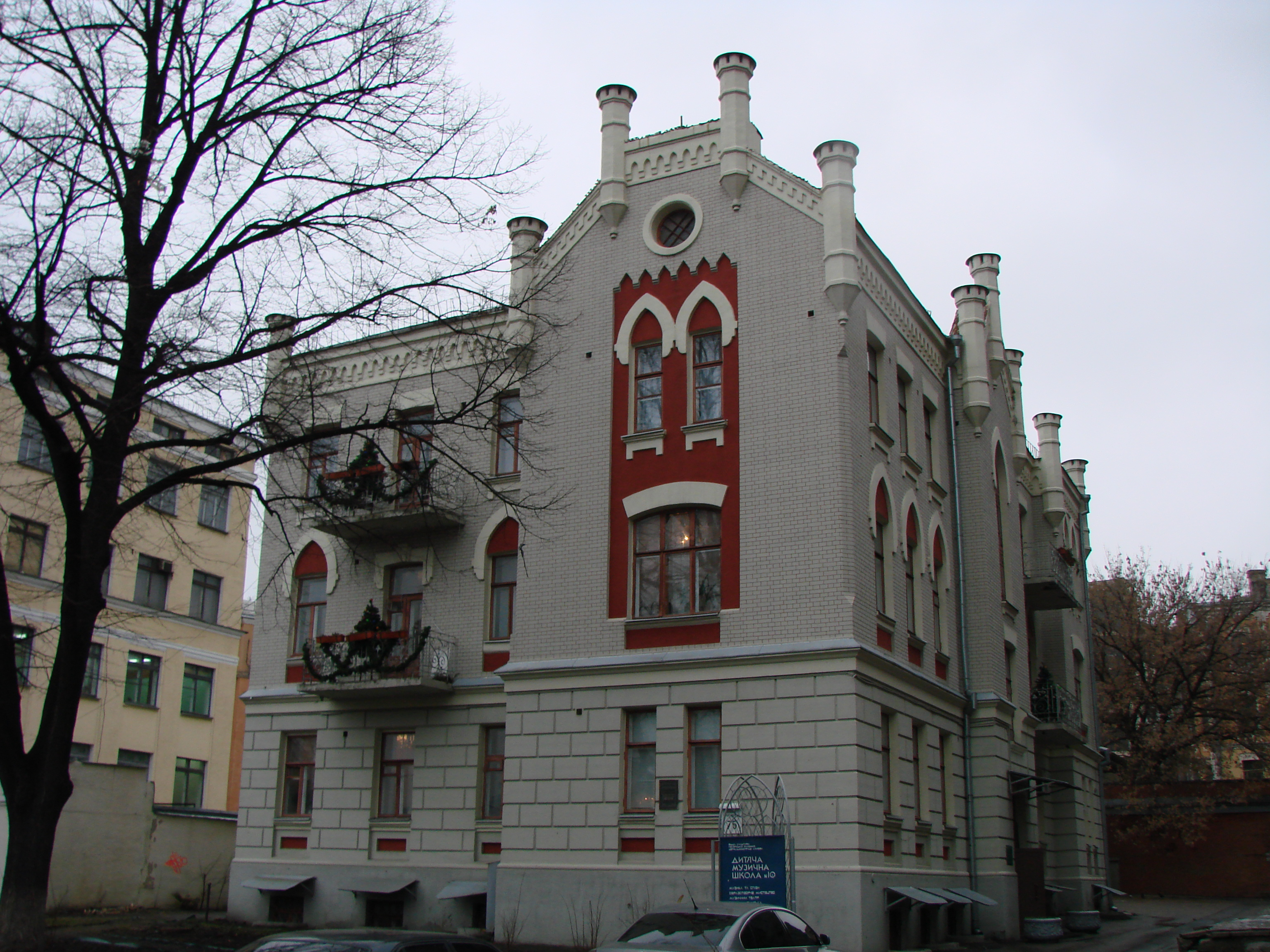
№ 75
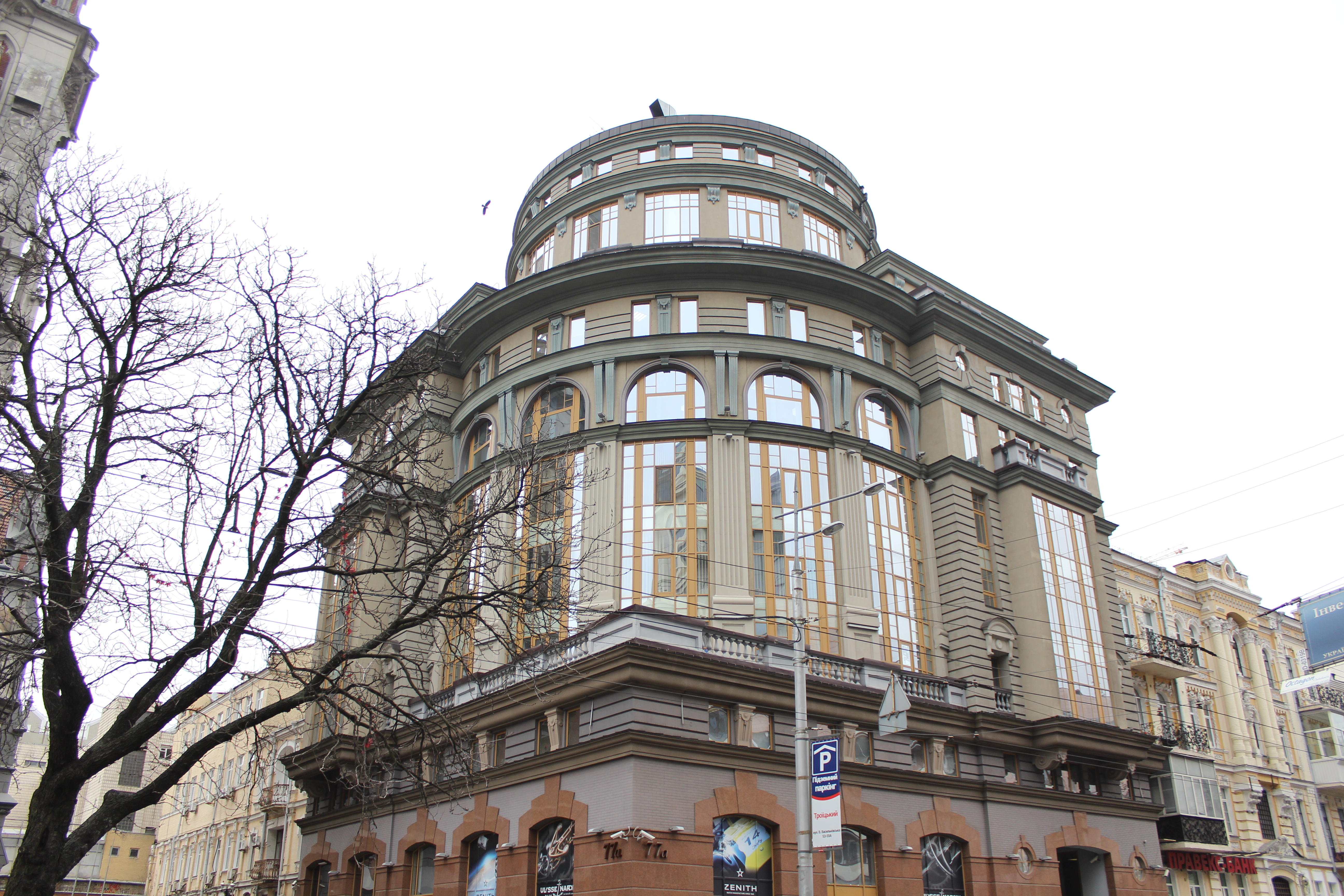
№ 77а
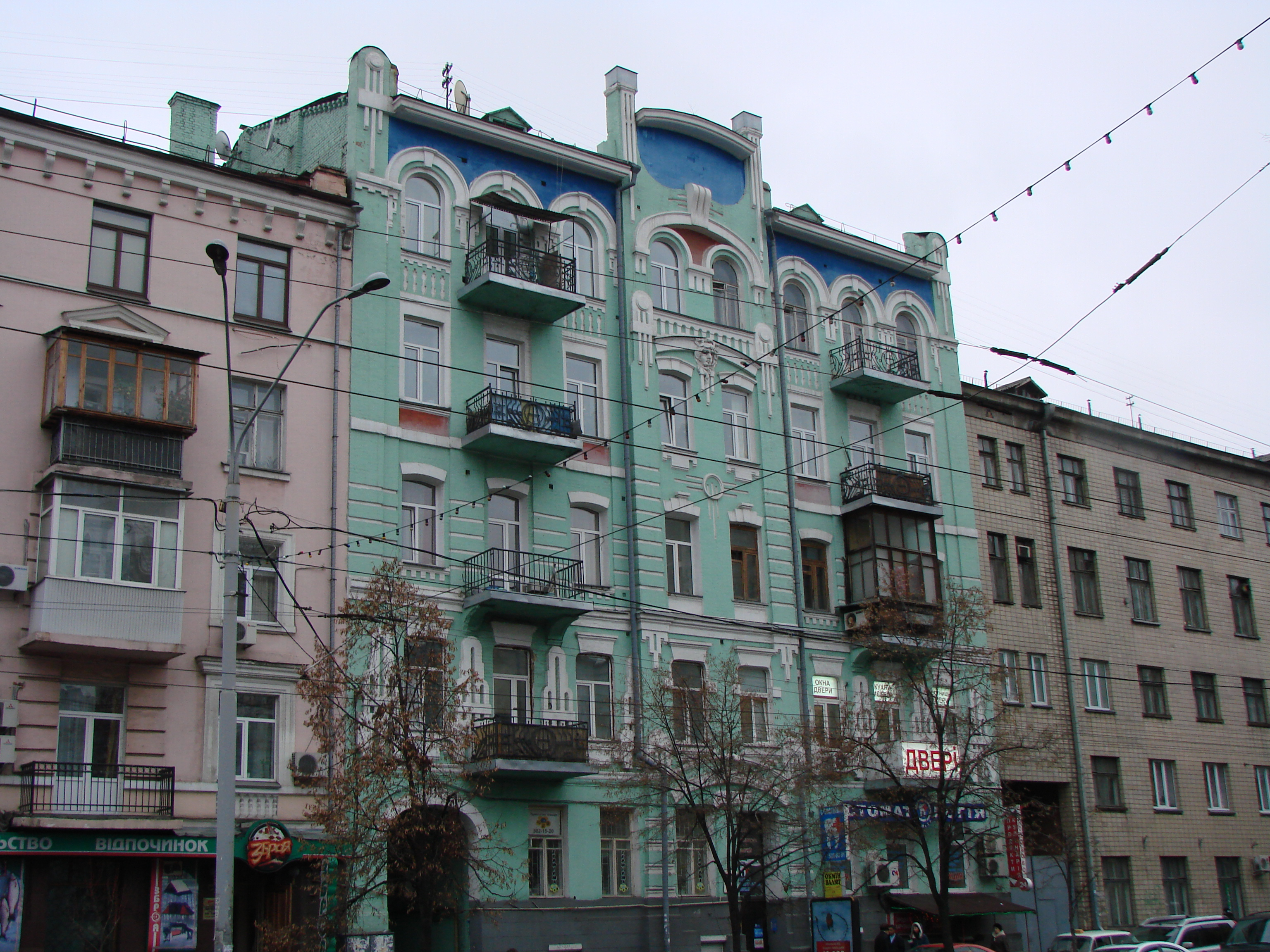
№ 106
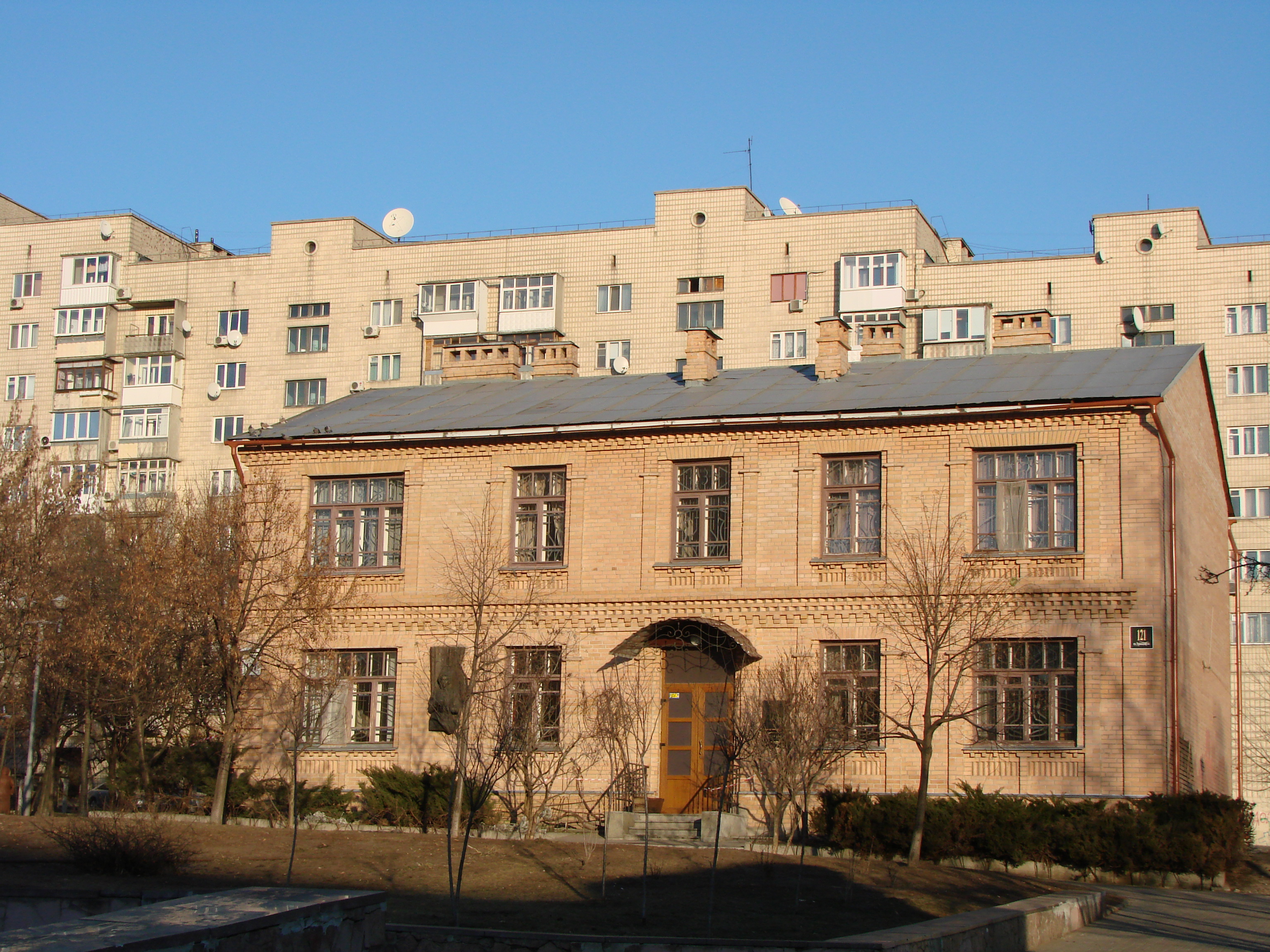
№ 121 — будинок-музей Марії Заньковецької
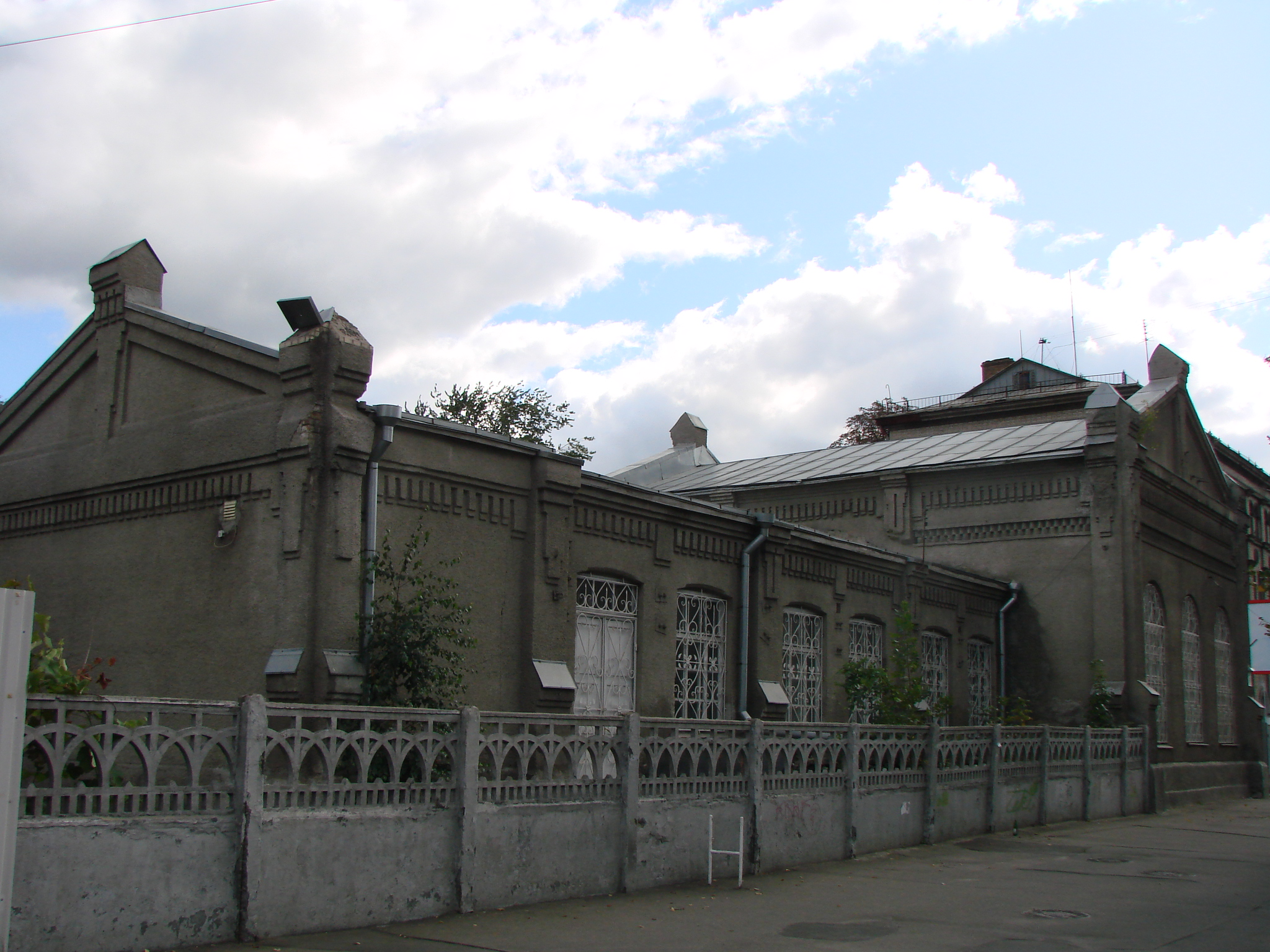
№ 137 — колишня Либідська водогінна насосна станція